# Kossuth Lajos
Udvardi és kossuthfalvi Kossuth Lajos (Monok, 1802. szeptember 19. – Torino, Olaszország, 1894. március 20.) magyar államférfi, a Batthyány-kormány pénzügyminisztere, a Honvédelmi Bizottmány elnöke, Magyarország kormányzó-elnöke. A nemzeti függetlenségért, a rendi kiváltságok felszámolásáért és a polgári szabadságjogok biztosításáért vívott 19. századi küzdelem egyik legnagyobb alakja, a magyar szabadságharc egyik szellemi vezére. Máig egyike azoknak, akik a magyar nép emlékezetében leginkább megtestesítik az 1848–1849-es forradalmat és szabadságharcot, Széchenyivel és Petőfivel együtt. Újságírói álneve: Deregnyei.
Amely percben Magyarországon akadna ember, aki urává akarna lennie e nemzetnek, aki bármely hatalmat mástól, mint e nemzet képviselői testület kezéből akarna venni, azon emberre, uraim, vigyázzanak önök, az egész nép, és soha semmi esetben ne tűrjék, ne engedjék azt, hogy e nemzet felett más határozhasson valaki, mint e nemzet maga.

## Családja
Kossuthfalváról (ma: Kossuth nevű városrésze Turócszentmártonnak) származó, birtoktalan, evangélikus köznemesi család sarja. Családjának első okleveles említése 1263-ból való. A család etnikai hovatartozása vitatott kérdés, az viszont tény, hogy Kossuth nagyapja, Kossuth Pál (Kisraksa,1738. május 20. – ?, 1791 után) turóci táblabíró még szlovákul levelezett; Kossuth nagybátyja, Kossuth György (Kossuth, 1776. május 12. – Kossuth, 1849. július 31.) pedig támogatta a 19. században kibontakozó szlovák nemzeti mozgalmakat. Egyébként Turóc megyét is többségében szlovákok lakták már abban az időben is. (Ez a Magyar Királyság több, ma már Szlovákiához tartozó részére nem volt igaz.) Kiemelendő, hogy a Magyar Királyságban nem etnikai háttértől függött a nemesség elnyerése, azaz a Kossuth család – ha szlovák eredetű volt – nem számított társadalmi szintjén kivételes esetnek. Már Kossuth kortársa, a neves 19. századi magyar statisztikus, Fényes Elek (1807–1876) is rámutatott arra, hogy 1847-ben Trencsén, Zólyom, Turóc, Árva és Liptó megye összesen 24 131 nemeséből legalább 21 431 fő (nem kevesebb, mint 89%) nem magyar, tehát feltehetően döntő részben szlovák származási háttérrel bírt.
Apja, Kossuth László (Udvard vagy Kossut, 1763. – Alsó-Dabas, 1839. június 13.) Turóc vármegyében született, s itt lett lajstromozó a megyénél, majd uradalmi ügyész Monokon a gróf Andrássy családnál. Viszonylag későn, 1796-ban házasodott, és vette el az olaszliszkai, evangélikus vallású nemesi származású postamester, tyrlingi Weber András lányát, Karolinát (Olaszliszka, 1770. − Brüsszel, 1852. december 28.). A tyrlingi Weber család eperjesi eredetű volt, egyik felmenőjüket Caraffa végeztette ki Eperjesen; 1648. október 29-én szerzett nemesi címereslevelet. Lajos után még több gyermeke született a házaspárnak:
- Kossuth Károly (Olaszliszka, 1804. – ?, kb. 1870)[10]
- Kossuth Antal (Olaszliszka, 1806. március 22. – Olaszliszka, 1807. március 31.)[11]
- Kossuth Terézia (Sátoraljaújhely, 1808. – Sátoraljaújhely, 1809.)[12]
- Kossuth Karolina Borbála (Sátoraljaújhely, 1810. november 6. – Sátoraljaújhely, 1848. október 23.),[13] férje breznai Breznay István (Gálszécs, 1788. szeptember 5. – Sátoraljaújhely, 1862. október 19.) orvos, Zemplén vármegye főorvosa, szakíró
- Kossuth Emília Eleonóra (Sátoraljaújhely, 1812. december 3. – Brooklyn, 1860. június 29.),[14] Zsulavszky Zsigmond felesége
- Kossuth Lujza (Sátoraljaújhely,[15] 1815 – Budapest, 1902. október 14.), alsó-és felsőruttkai Ruttkay József Pál (Abony, 1815. március 17. – Buda, 1871. november 30.) felesége[16]
- Kossuth Zsuzsanna Erzsébet Paulina (Sátoraljaújhely, 1817. február 19. – New York, 1854. június 29.),[17] férje meszléni Meszlényi Rudolf János Kálmán (Kisdém, 1813. augusztus 30. – Székesfehérvár, 1848. január 2.), Fejér vármegyei követ, földbirtokos.[18]

### Születési időpontja és helye
Kossuth Lajos születésének időpontjáról a szaktudományban is vita folyt. Kosáry Domokos azt írta, hogy Kossuth 1802-ben született Monokon, ám a tállyai anyakönyv, mely a születési bejegyzést tartalmazta, 1810-ben elégett. Feltételezések szerint szóba jöhetett az október, amit maga Kossuth is említett néha, ám legvalószínűbbnek mégis a szeptember 16–19. közötti időszakot tartották. Maga Kossuth így ír erről Hajász Pál lelkésznek címzett levelében:
[…] „Én magam a szüléktől 1802-ben születtem Zemplénmegyében, Monokon, hol atyám ifju korában a gróf Andrássy-család uradalmi ügyvéde volt. Ennyi az, amit egész bizonyossággal mondhatok. Többet nem. Emlékszem az aranyozott, rézcsattos nagy bibliára, melyből szokás volt atyám házánál vasárnaponként néhány fejezetet felolvasni s egy-egy zsoltárt elénekelni, s melybe az én nővéreim születésnapjaink, a keresztelés adataival, ősi szokás szerint be volt jegyezve. A szüleim iránti kegyeletnél fogva ereklyéül becsülném ezen rézcsatos bibliát, ha megvolna. De nincs. Elpusztult az is viharos életem fergetegeiben, mint sok egyéb, mire ész és szív becset helyeztek. S mert vidékünkön s koromban inkább a tágas körben ismert név, mint születésnapokat volt szokásban „megülni”; én pedig emlékezőtehetségem fiókjában nem igen tartottam érdekesnek hasznosabb dolgoktól helyet lopni a csekély magamra vonatkozó biographiai akták számára, hit biz' én lassan-lassan születésem napját és hónapját elfelejtettem emlékezetemben megtartani. Mind-össze is azon negativ reminiscenciám van felőlük, hogy nem a légmérsékleti változékonyság hónapjában, nem áprilisban születtem, hanem – hogy mikor? Azt teljes bizonyossággal meg nem mondhatom. Ugy rémlik előttem, hogy szeptember 16-ika és 19-ike közt; alkalmasint 19-én.” […] 
Nagy Iván történész nagy terjedelmű Magyarország családai czimerekkel és nemzékrendi táblákkal című munkájában (1857–1868) egyébként 1806. április 27-ére tette Kossuth születési napját.
Ahogy a születés pontos ideje, úgy a keresztelésé sem ismert. A keresztelést a környék egyetlen evangélikus papja, a tállyai Mayer Mátyás végezte valószínűleg Tállyán. Létezik olyan verzió is, amely szerint a pap a születés helyére ment (Monok), és ott keresztelte meg Kossuthot. Ezt többek között az egykori tállyai segédlelkész, Schmidt Károly állította idős kori visszaemlékezésében (Vasárnapi Újság, 1876).
Létezik egy legenda, miszerint Kossuth Lajos nem Monokon, hanem Olaszliszkán született. Egyes források szerint az ifjabb Kossuth Lajos is meglátogatta az 1910-es években ezt a házat.

### Házassága és gyermekei
1841. január 9-én feleségül vette a dunántúli ősrégi nemesi római katolikus meszleni Meszlényi család sarját, meszleni Meszlényi Terézia Johannát (Győr, 1809. június 15.–29. – Genova, Olasz Királyság, 1865. szeptember 1.). Meszlényi Terézia szülei meszleni Meszlényi János (1772–1846), kisdémi földbirtokos, és kisfaludi Kisfaludy Erzsébet (1782–1839) voltak. Meszlényi Terézia fivére, meszleni Meszlényi Rudolf (1813–1848), Fejér vármegye követe volt, aki elvette Kossuth Lajos húgát, Kossuth Zsuzsannát (1817–1854). Kossuth Lajos és Meszlényi Terézia házasságából három gyermek született:
- Kossuth Ferenc Lajos Ákos (Pest, 1841. november 16. – Budapest, Lipótváros, 1914. május 25.), politikus, országgyűlési képviselő. Első felesége Emilia Hoggins, második felesége kvassói és brogyáni Kvassay Mária.
- Kossuth Vilma Szeréna Terézia (Pest, 1843. május 13. – Nervi, Genova, 1862. április 22.)
- Kossuth Lajos Tódor Károly (Pest, 1844. május 26.[29] – Milánó, 1918. január 6.).[30]

Egyes korabeli rosszindulatú híresztelések neki tulajdonították a rá hasonlító, későbbi neves politikust, Andrássy Gyulát (1823–1890) is. A híresztelés oka az is lehetett, hogy Szapáry Etelka grófné, Andrássy édesanyja állítólag erősen vonzódott az akkor fiatal, ismeretlen Kossuthhoz.
Kossuth felesége 1865-ban hunyt el. Kossuth közel 30 évvel túlélte (ő 1894-ben hunyt el), de nem házasodott újra. Azonban az 1880-as években bensőséges viszonyt ápolt egy bizonyos Zeyk Sarolta (1865–1924) nevű fiatal erdélyi magyar leánnyal. A megismerkedés idején (1884) Kossuth egyébként már 82 éves, míg Zeyk Sarolta alig 19 éves, azaz a nagy politikusnál 63 évvel fiatalabb volt. Kossuth ezt követően 7 éven keresztül levelezett is az általa „Napsugár”-nak nevezett fiatal hölggyel. A plátói szerelemmel kapcsolatos leveleket csak 1918-ban, Kossuth halála után 24 évvel publikálta Zeyk Sarolta az Esztendő című folyóiratban (harminc levél, 1884 nyarától 1891 májusáig).

### Családi képek

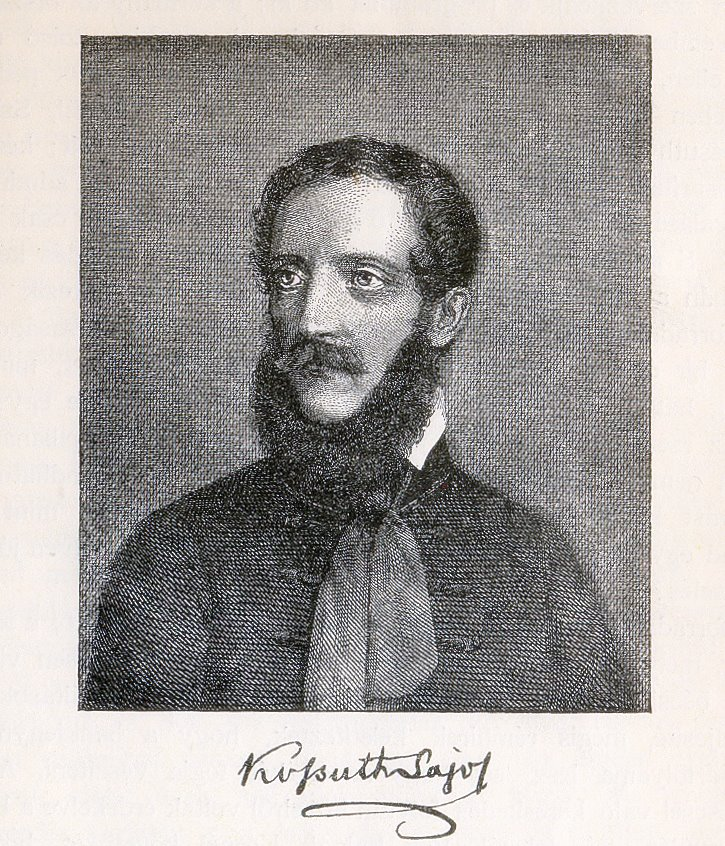
Kossuth Lajos portréja és aláírása (1848)
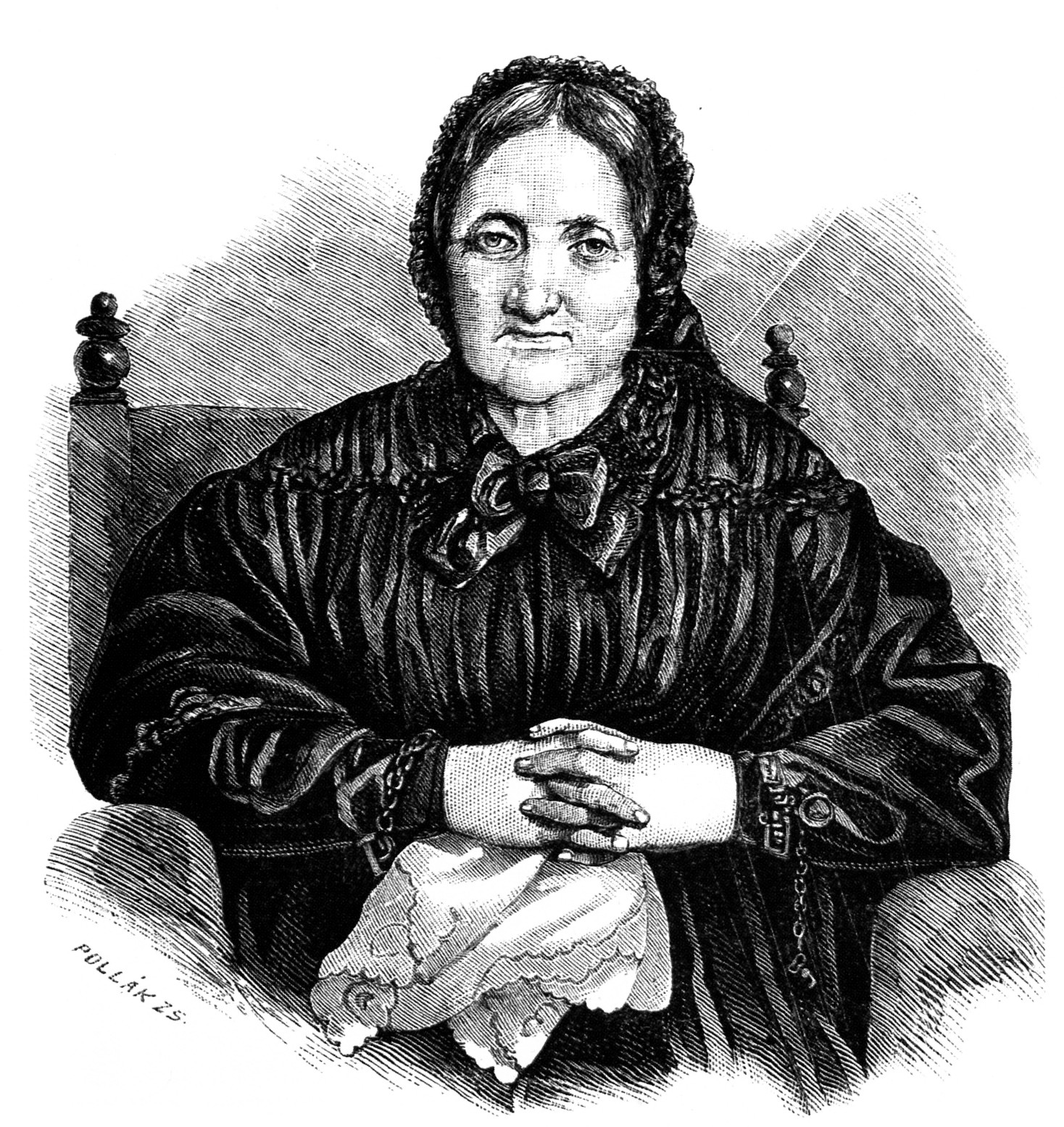
Kossuth Lászlóné Weber Karolina (1770–1853), Kossuth Lajos édesanyja portréja. Pollák Zsigmond metszete
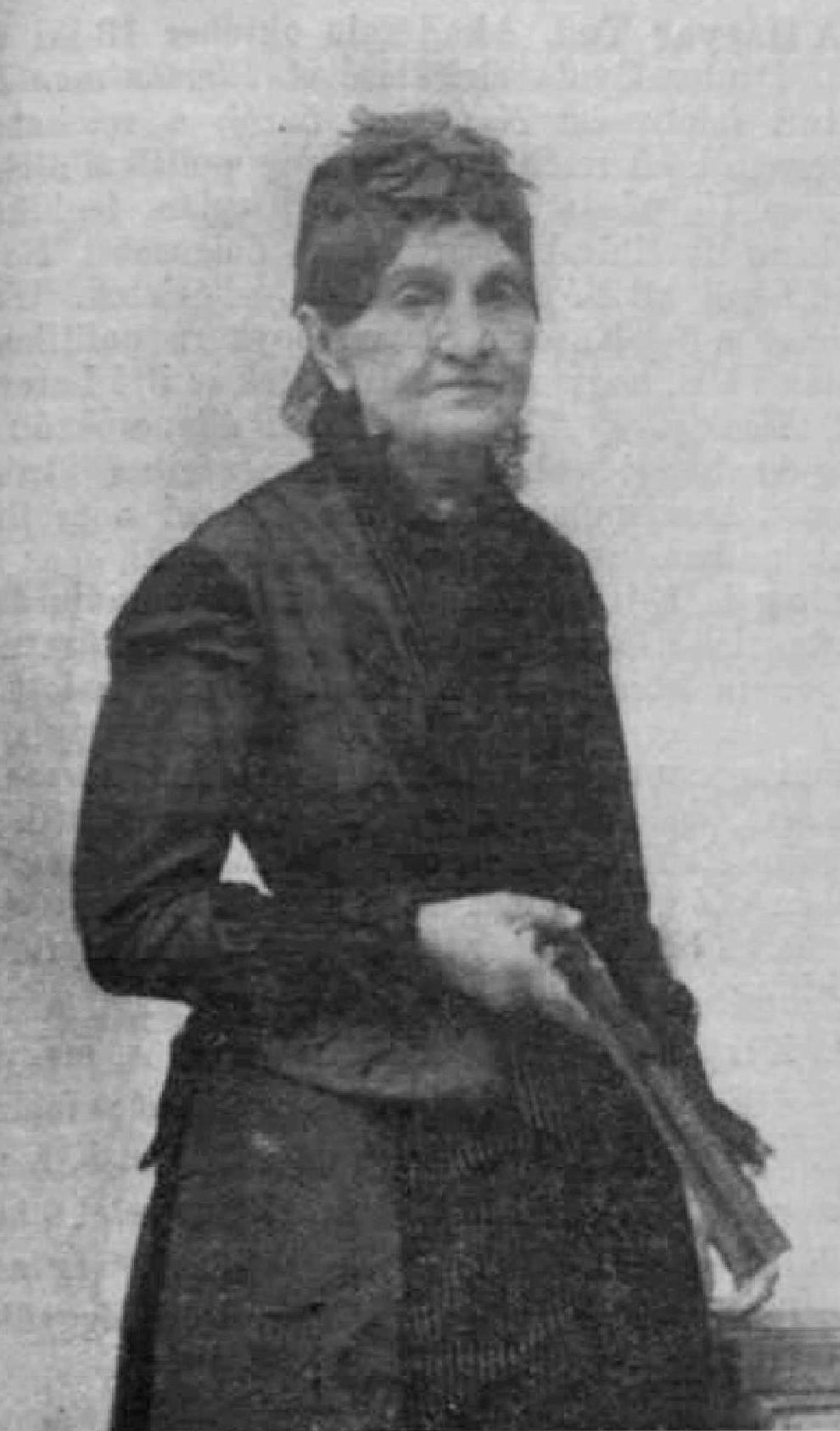
Húga, Ruttkayné Kossuth Lujza (1810-1902)
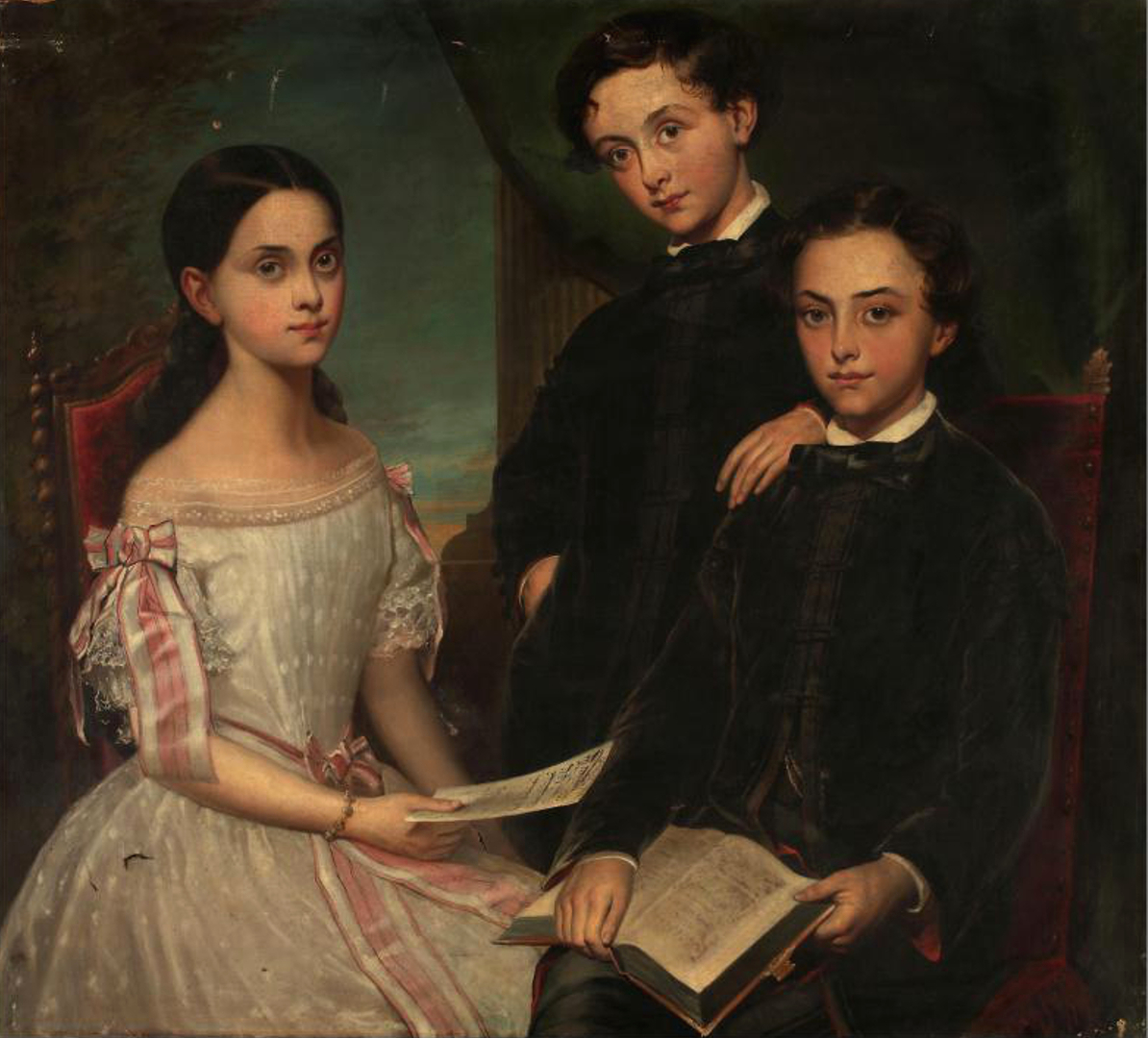
Kossuth gyermekei, 1850
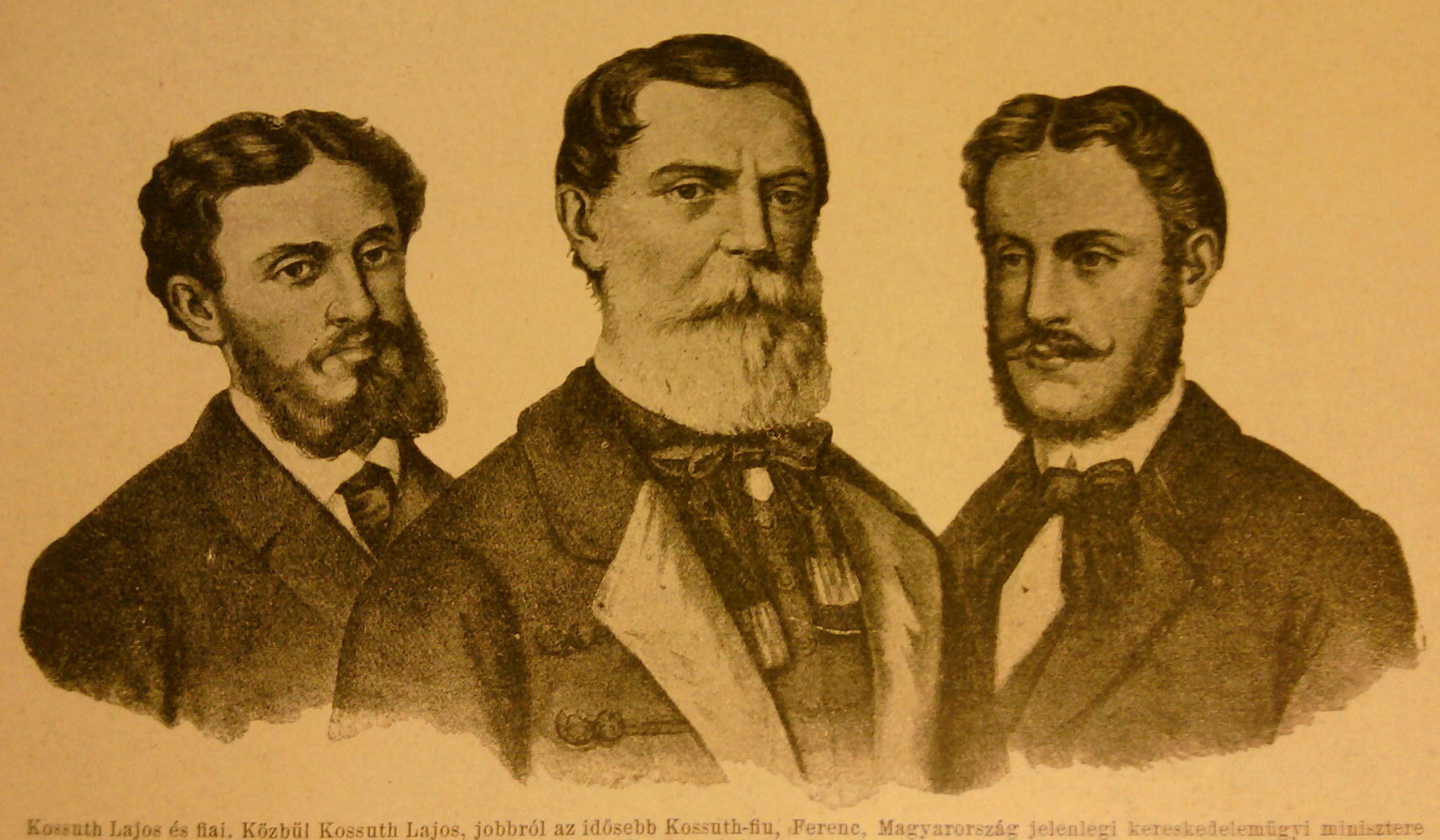
Kossuth és fiai
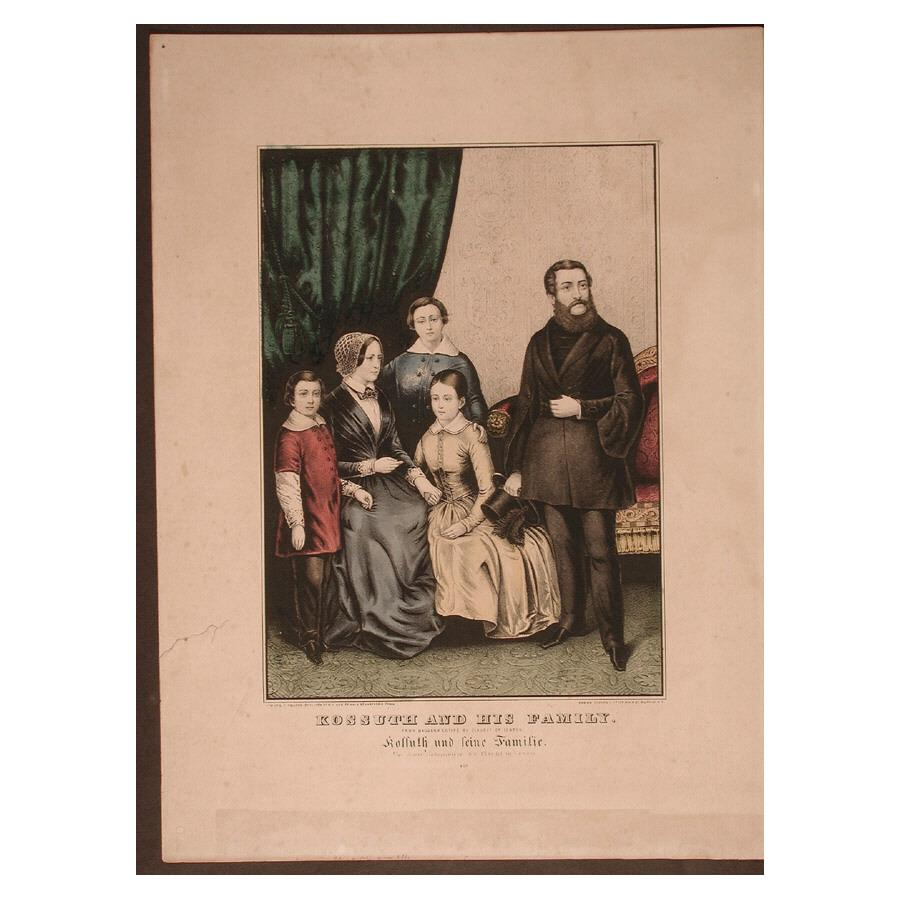
Kossuth és családja, London, 1852 körül (litográfia, Antoine Claudet dagerrotípiája alapján)
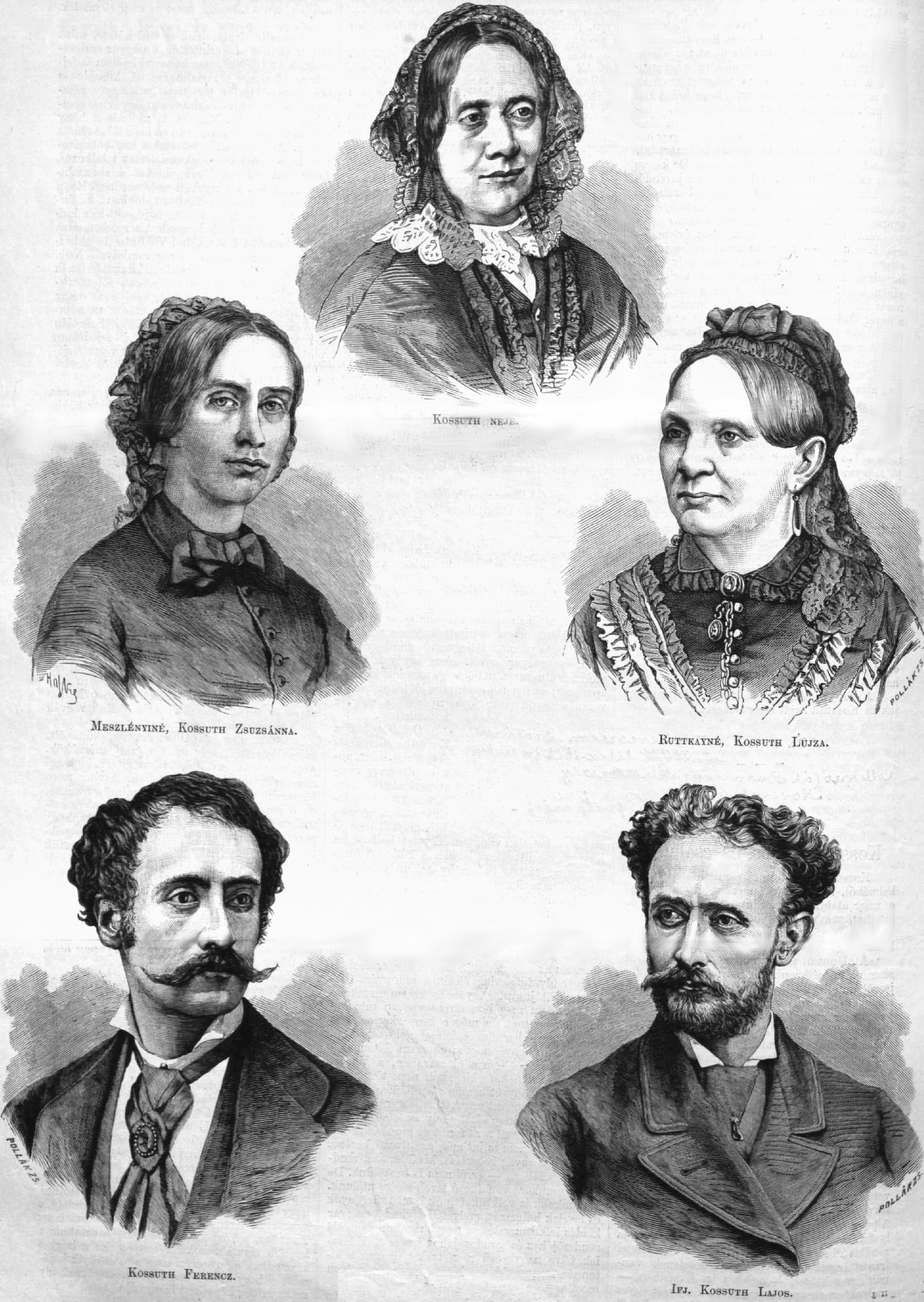
Kossuth családtagjai
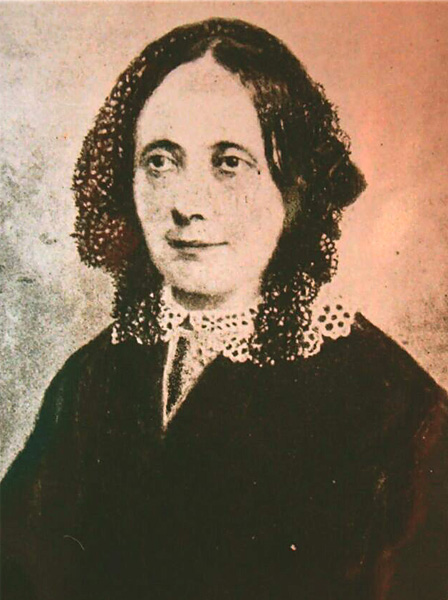
Meszlényi Terézia (1809–1865), Kossuth Lajos felesége

## Tanulmányai
A család 1803-ban Monokról Olaszliszkára, majd 1808-ban Sátoraljaújhelyre költözött.
Kossuth Lajos a gimnáziumot Sátoraljaújhelyen a piaristáknál kezdte, ahol 1810 és 1816 között öt osztályt végzett. A négy grammatikai osztály után az 1. humanista osztályt kétszer járta, ami akkoriban megszokott gyakorlat volt, és talán alacsony kora is indokolhatta ezt, ugyanis nyolcévesen lett gimnazista. Ezután tanulmányait az eperjesi evangélikus kollégiumban folytatta, ahol a 2. humanista osztályt, valamint a filozófia két osztályát végezte 1816 és 1819 között. Itt sajátította el a német nyelvet is. Az 1819/20-as tanévet a sárospataki református kollégiumban töltötte, ahol jogot tanult Kövy professzornál.
Az iskola elvégzése után hazatért, s előbb apja mellett, később pedig az eperjesi Kardos Samu mellett töltötte egyéves joggyakorlatát. Innen Pestre került, ahol 1821-től 1823-ig a hétszemélyes, majd a királyi ítélőtáblánál joggyakornokoskodott. Ügyvédi diplomáját 1823. szeptember 26-án kapta meg. Pesten szeretett volna maradni, de végül 1824 őszén visszatért Zemplén megyébe. Ügyvédi oklevelét a sátoraljaújhelyi megyeházán hirdették ki 1824. október 9-én.

## Fiatal évei

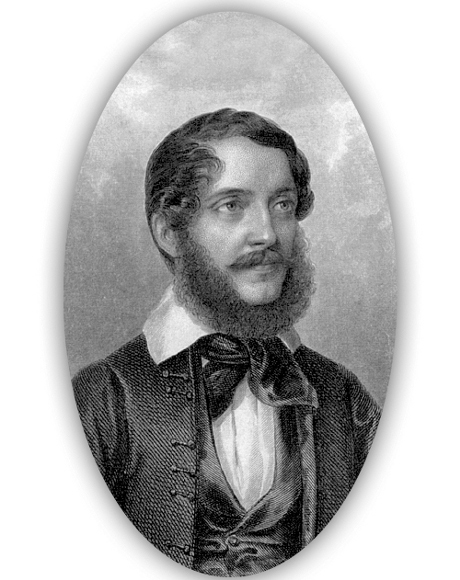
Kossuth legkorábbi ábrázolása (1838)

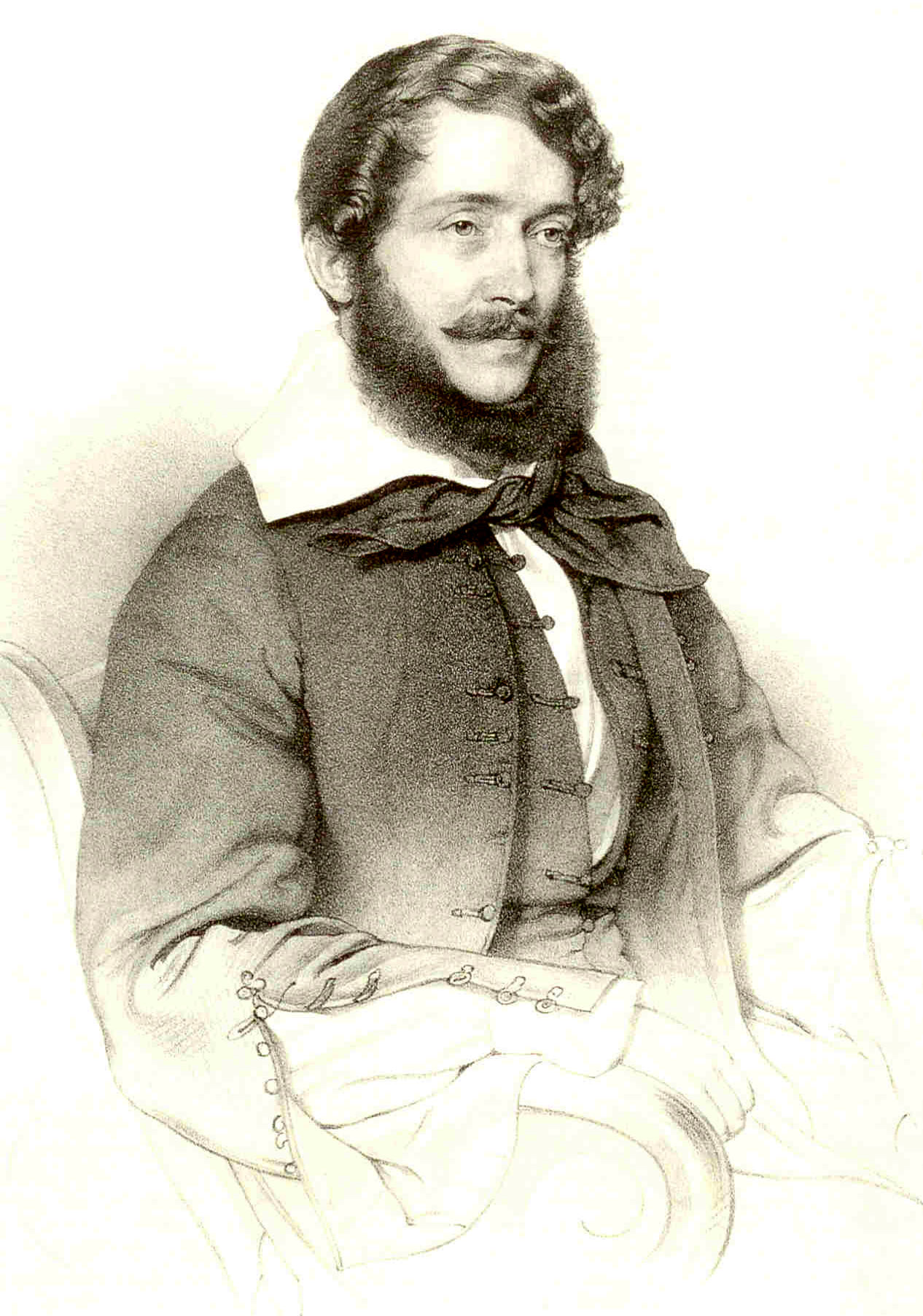
Kossuth Lajos 1842-ben

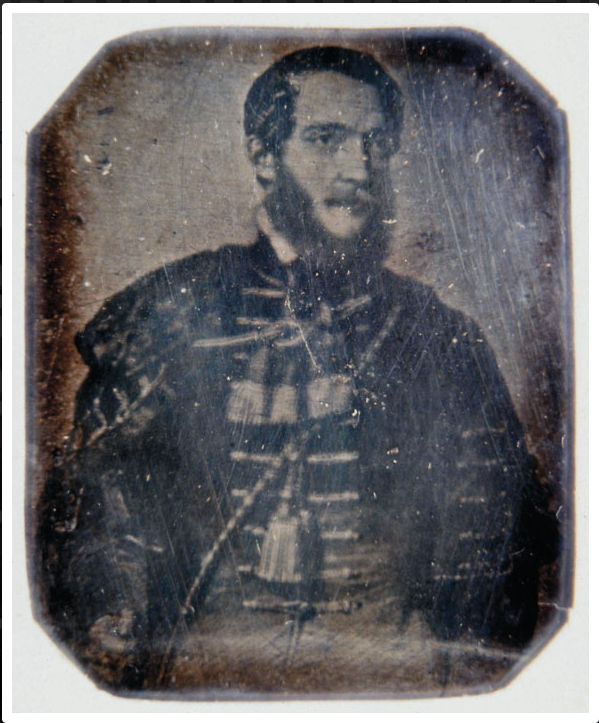
Kossuth legkorábbi ismert fényképe (1847) Dagerrotípia

### Ügyvédként
1824 és 1832 között ügyvédi gyakorlatot folytatott szülőföldjén, Zemplén vármegyében. Karrierje gyorsan ívelt fel, hála apjának is, aki több nemesi családnak volt ügyvédje, és így fiát is bevonta az ügyintézésbe, és fia nemsokára átvette apja munkájának egy részét. Először a sátoraljaújhelyi evangélikus egyházközség ügyvédje, 1827-ben már táblabíró, később pedig már Sátoraljaújhely ügyésze lett. Ebben az időben hivatali munkája mellett történeti kronológiákat, fordításokat készített. Az 1828-as országos összeírásban, melyben az adózókat vették számba az adózási aránytalanságok megszüntetése végett, Kossuth a zempléni rész számbavételénél segédkezett.

### A vármegyében
A megyei politikai életbe 1830-ban, a reformellenzék tagjaként kapcsolódott be. 1831-ben kolerabiztosként nagy szerepet játszott a járvány további terjedésének megakadályozását célzó átgondolatlan intézkedések miatt lázadó jobbágyok lecsillapításában és Sátoraljaújhely felkelők elleni védelmének megszervezésében. Ígéretesen induló megyei karrierjének aztán egy sikkasztási vád (az ún. árvapénz-ügy) vetett véget.

### Az országgyűlésen
Már az 1825–27-es pozsonyi országgyűlésen részt vett, két főrendű özvegy követeként. Báró Révay Ferencnét, született Révay Anna bárónőt és Szent-Iványi János özvegyét képviselte, akik személyesen nem jelenhettek meg az országgyűlésen, főrendű özvegyként viszont ugyanúgy küldhettek maguk helyett követet, mint bármely más távollévő főrendű (ablegatus absentium).
Az 1832–36-os pozsonyi országgyűlésre is távollevő főrendek követeként került be. Több Zemplén vármegyei főrendet, köztük Vécsey Sámuel bárót, képviselt. Itt szerkesztette az Országgyűlési Tudósításokat (1832–től 1836-ig), amelyben a liberális reformellenzéknek a társadalmi haladásért és a nemzeti érdekek védelmében vívott harcát (azért, hogy elkerülje a cenzúrát) sokszorosított magánlevelek formájában népszerűsítette.

### Börtönben
A reformországgyűlés 1837 tavaszi berekesztése után az ellenzék elvei szolgálatában továbbra is ébren akarta tartani a közvélemény érdeklődését a közélet iránt és hasonló szellemben szerkesztette a megyegyűlésekről beszámoló Törvényhatósági Tudósításokat (1836–37). Ez az időszaki lap már nem állott diétai oltalom alatt; a nádor tilalommal lépett közbe, és az egyes leveleket a postán lefoglalták. Szerzőjük a vármegyékhez fordult, nemzeti közsérelemnek nyilvánítva tanácskozásaik nyilvánosságának elnyomását és a törvényhatóságok nagy része, élén Pesttel, csakugyan mellette foglalt állást, saját közegei által küldözgette tovább a leveleket és ennek érdekében felírt a nádorhoz. A nádor második tilalma ellenére is megjelentek a füzetek, mire 1837. május 4-éről május 5-ére virradó éjjelen letartóztatták, és bevitték a Budán az Istenszeme-fogadóban (gasthaus zum Auge Gottes) lakó Kossuthot a budai kaszárnyába, egyidejűleg pesti szállásán lefoglalták irományait és leveleit.
A királyi tábla, szoros vizsgálati fogság után, három évi börtönre ítélte, a hétszemélyes tábla pedig még egy évvel megtoldotta a büntetést. Fogsága, minden szigorúsága ellenére, inkább fejlesztette, mint elzsibbasztotta szellemét. Mint ez időből eredő naplótöredékei mutatják, sokat olvasott és írt, különösen az angol nyelvben való kiváló jártasságát szerezte meg börtönévei alatt. Politikai tekintetben pedig egyenesen javára vált az üldöztetés: a mártíromság koszorúja minden szónál és írásnál fényesebben hirdette csüggedetlen hazafiságát.

### Az 1840-es évek első fele
1840 májusában szabadult, különösen Deák Ferenc erélyes közbelépése folytán, a többi politikai foglyokkal együtt amnesztiát nyert és kikerült a börtönből, a közvélemény előtt igen magas presztízse volt. A Pálffy-Fidél-féle reakció végét érte és Kossuth mint a Landerer-alapította újságnak, a Pesti Hírlapnak szerkesztője közvetlen összeköttetésbe sietett lépni a minden hazafias iránt felbuzduló, minden új után mohón kapkodó közönséggel. Ugyanezen időbe esik házassága Meszlényi Teréziával, akit Széchenyi István igen érdekes nőnek, amellett tüzes honleánynak ábrázol. E házasságot – az ara katolikus volt – Feichtinger Domokos pest-belvárosi plébános nem akarta megáldani, mire a tanúk, Fáy András a „nemzet mindenese” jelzővel illetett nemzetgazdász, gróf Ráday Gedeon a Nemzeti Színház későbbi igazgatója, Szentkirályi Móric Pest vármegye alispánja és Szombathelyi Antal országgyűlési képviselő protestáltak az 1790-91. törvényt sértő papi eljárás ellen. Így Kossuth személyesen is nagyon közelről volt érdekelve az abban a korban a közvéleményt legerősebben foglalkoztató vegyes házassági sérelem kérdésében. Kossuth élénken részt vett Pest vármegye gyűléstermében az ezen kérdés körül megindult vitákban. Ekkor, 1840-ben nevezte el későbbi nagy ellenfelét, Széchenyi Istvánt „a legnagyobb magyar”-nak.
1842-ben Tinnyére költözött, ahol 60 holdas földje volt. Négy évig, azaz 1846-ig élt itt.

## Areformkoregyik meghatározó politikusa
1841 januárjától a Pesti Hírlap szerkesztője lett. Az állást Landerer Lajos pesti nyomdatulajdonos ajánlotta fel neki. A kormánykörök úgy vélték, hogy a cenzúra és az anyagi érdekeltség majd megnyirbálja Kossuth ellenzékiségét, és amúgy sem tartották veszélyesnek a kis példányszámban megjelenő lap hatását. Kossuth azonban megteremtette a modern magyar politikai újságírást. Vezércikkei sorra vették a gazdaság és a társadalom égető problémáit. A cikkek a jelen bírálását a jövő felvázolásával kötötték össze, egységes programmá ötvözve és kiegészítve az addig felmerült reformgondolatokat. Ez szétsugárzott az ország minden zugába és magával ragadta a legkülönbözőbb rétegekhez tartozó olvasókat.
Programja a Wesselényi Miklós által kidolgozott reformpárti ellenzékiség és érdekegyesítés hagyományait folytatja. Kossuth önálló nemzetállamot akart a birodalmon belül (nemzeti önrendelkezés), de felismerte, hogy a nemesség nem birkózhat meg az új haza és új társadalom teremtésének feladatával az egész nép (főleg a parasztság) támogatása nélkül, ezért érdekegyesítést akart. Ehhez pedig szükség volt a jobbágyfelszabadításra. Az 1839–40-es országgyűlésen elfogadott önkéntes örökváltsággal csak a jobbágyság töredéke volt képes megváltani magát, ezért kötelező örökváltság bevezetésére volt szükség, amelynél a kárpótlást az állam magára vállalja.

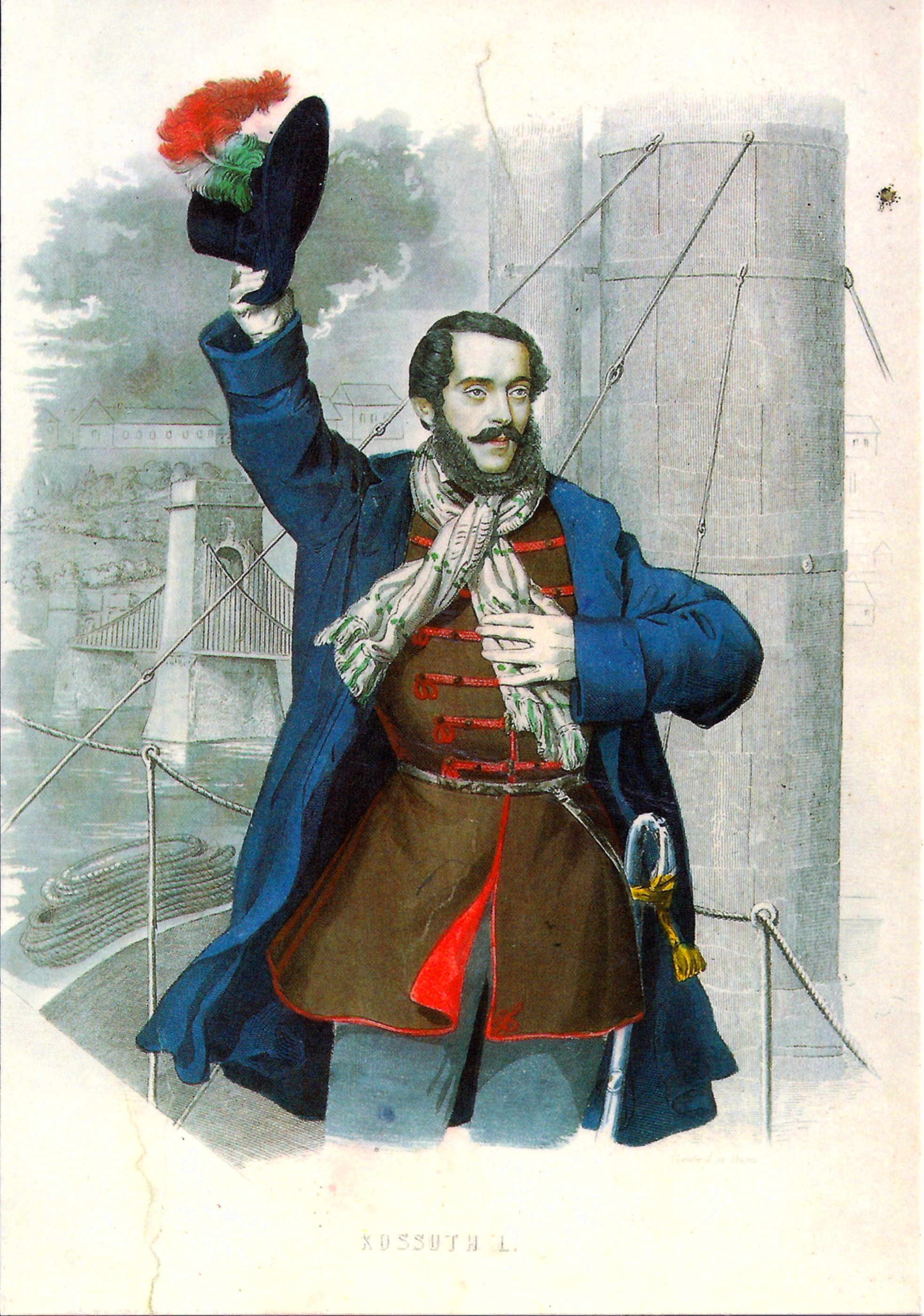
Kossuth Lajos (képeslap)

Az anyagi alap megteremtéséhez elkerülhetetlen a nemesség megadóztatása, vagyis a közteherviselés. A nemzeti egység feltételezi a politikai szabadságjogok kiterjesztését (törvény előtti egyenlőség, a nemesi vármegye népképviseleti alapokra helyezése, hosszú távon pedig népképviseleti országgyűlés és felelős kormány). Kossuth látta, hogy a polgári átalakulás megvalósítása a feudális rendszerből megélni már képtelen polgárosuló köznemességre vár, mert a hazai polgárság gyönge, és részben nem is magyar. Nem mondott le azonban a polgárság erősítéséről és magyarosításáról (asszimiláció) sem.
1844. július 1-jén aztán „önként” elhagyta a lapot, miután összetűzésbe keveredett Landererrel, a Pesti Hírlap kiadó tulajdonosával. Kossuth a megszaporodó előfizetőkre hivatkozva – 60-ról 5200-ra nőtt a példányszám – béremelést kért, amiben meg is egyezett Landererrel, aki azonban (hónapokkal később) Bécs utasítására mégsem adta meg a kialkudott bért, így Kossuth felmondott, és ezután a Védegylet folyóiratába, a Hetilapba írta cikkeit.
Kossuth Friedrich List nyomán felismerte, hogy „ipar nélkül a nemzet félkarú óriás”, ezért önálló nemzeti ipart kell teremtenünk, de a szabadkereskedelem liberális elve helyett védővámokkal, mert közös vámterület esetén a cseh és osztrák ipar versenye megfojtaná a magyar kezdeményezéseket. (Erre az első ipari kiállítás, és Ausztriának a Német Vámunióba való belépési terve hatására jött rá.) Az 1843–44-es országgyűlésen azonban nem sikerült kivívni az önálló magyar vámterületet. A Védegylet megalapítását 1842-ben megyei szinten – Tolnában – a Perczel-fivérek kezdeményezték. A tagok arra kötelezték magukat, hogy csak hazai szövetet vásárolnak. A Védegylet 1844. október 6-ai pozsonyi alakuló gyűlésén elfogadott alapszabálya szerint a külföldi árukat ki kell szorítani a hazai piacról, amelyet a honi ipar számára kell biztosítani. A Védegylet tagjai becsületszóra megfogadták, hogy hat évig csak magyarországi árut vásárolnak: csak magyar mesterembereknél dolgoztatnak és olyan iparcikkből nem vesznek külföldit, amelyből belföldit is lehet kapni. Az elnök Batthyány Kázmér, az alelnök Teleki László, az igazgató Kossuth Lajos lett.
A Védegylet a hazai ipart a belső fogyasztás, a tudatos vásárlás útján próbálta meg fejleszteni.
A Védegylet a korszak egyik legnagyobb botrányával omlott össze. Kiderült ugyanis, hogy a Védegylet kitűzőit Bécsben készítették. Még a botrány kirobbanása előtt 1846. augusztus 20-án Kossuth bölcsen lemondott igazgatói tisztéről: a társaság ettől kezdve csak névleg működött. Jelentősége mégis az volt, hogy általa létrejött a liberális reformpártiak első országos szervezete, melyre a későbbiek során az ellenzék politikai intézményei is épülhetnek.
Kossuth nagy szerepet játszott abban, hogy 1847-ben megalakult az Ellenzéki Párt, amelynek programját lényegében ő fogalmazta meg.

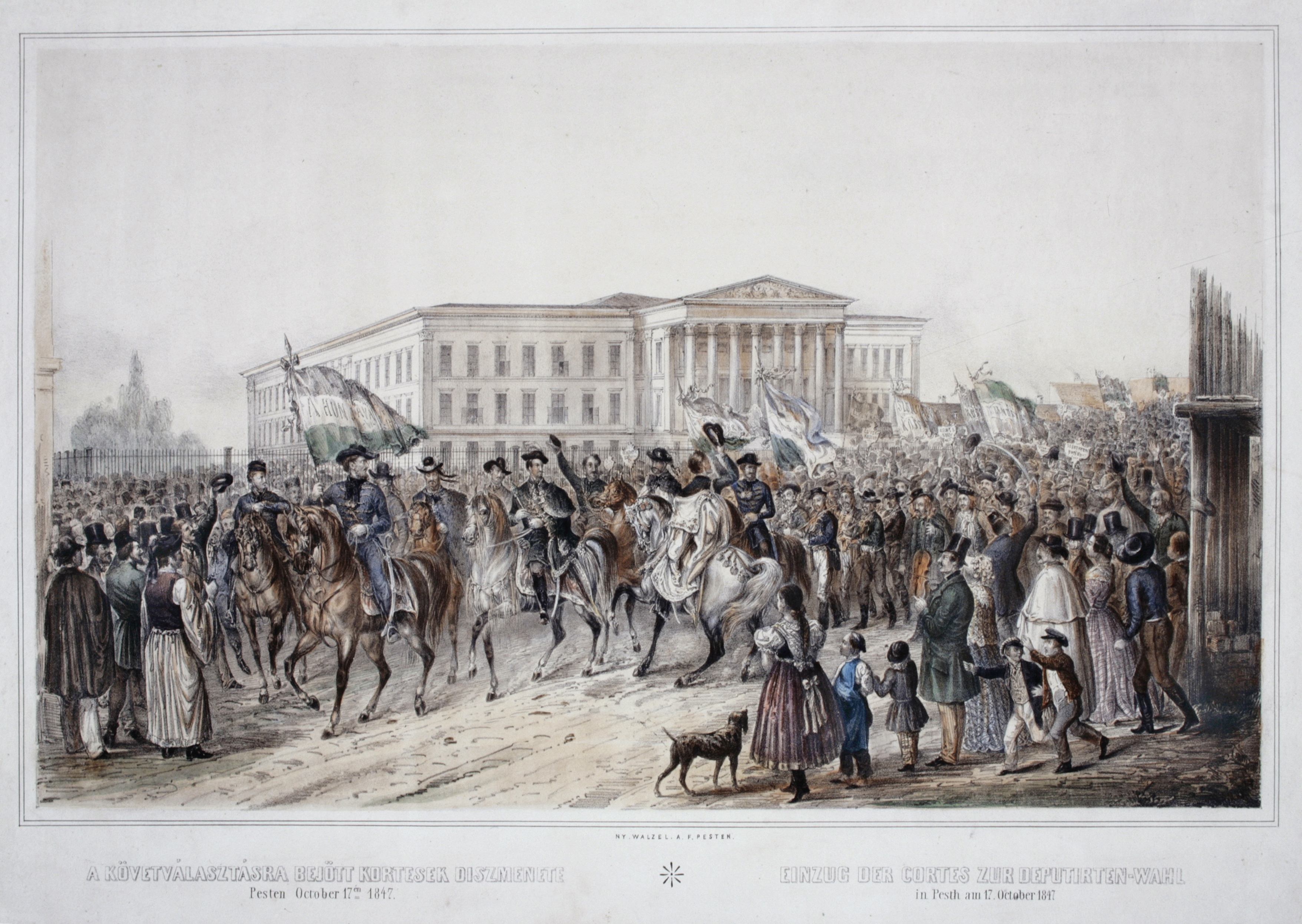
Kossuth Lajos kortesmenete a Nemzeti Múzeum előtt 1847-ben

Az 1847–48-as országgyűlésen, egy éles választási küzdelem után már Pest megye követeként vett részt. Az alsótáblán ő vezette az ellenzéket. Cikkeivel, szónoklataival, személyes beszélgetésekkel a nemesség elé tárta: az udvar megosztó politikájával szemben csak az addigi reformok összekapcsolásával, és egyszerre történő megvalósításával érhető el eredmény. Kossuth ugyanis, nem utolsósorban az 1846. évi galíciai felkelés tanulságai nyomán (a lengyel nemesek felkelését a fellázított ukrán parasztokkal verette le a bécsi udvar) rádöbbent: azonnali, érdemi előrelépés szükséges a jobbágykérdésben.
Az örökváltság egyszerre történő megvalósítása viszont csak akkor lehetséges, ha az állam a kárpótlást magára vállalja. Az állam pedig csak akkor bírja ennek költségeit pénzügyileg, ha bevezetik a közteherviselést, ami csak akkor elfogadható, ha Magyarország pénzügyi önállósága biztosított, az államjövedelmek nem folynak ki Bécsbe. Alkotmányos reformra (kormányfelelősségre) is szükség lesz tehát. Az azonnali örökváltság – állami kárpótlás – közadózás – pénzügyi önállóság – alkotmányos reform olyan egyszerre megvalósítandó programláncolatot alkot, amelyet még az 1847 végén kezdődő országgyűlésnek meg kell valósítania. A program készen állott. 1848 forradalma pedig lehetővé tette az érdemi áttörést.
Az első felelős magyar országgyűlés alakulását megelőző 1848-as választásokon Kossuth Pest szabad királyi város belvárosi kerületében indult, amit meg is nyert.

## Kossuth és Széchenyi vitája

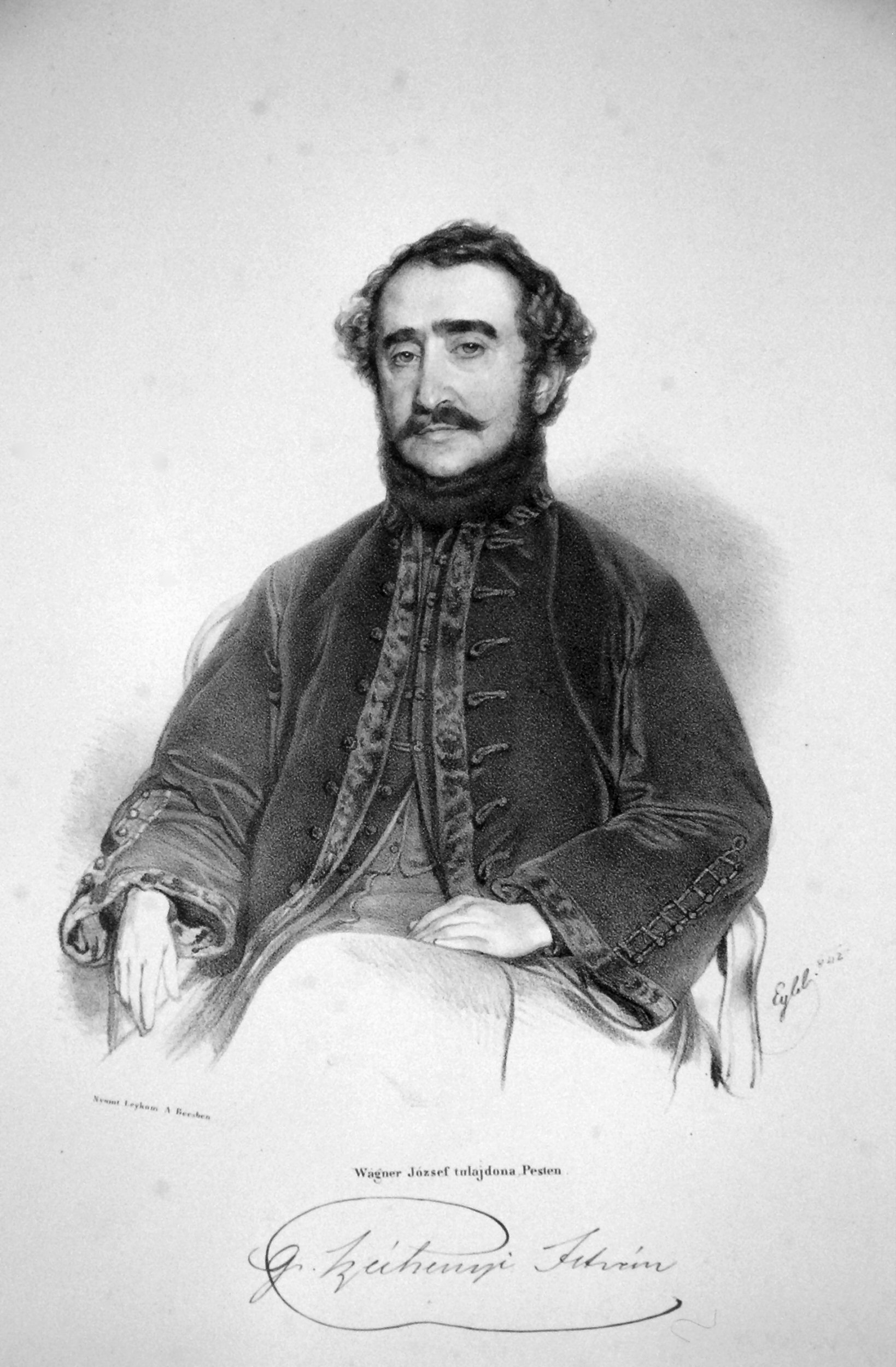
Széchenyi István (1842)

Széchenyi a Kelet Népében (1841) Kossuth reformrendszerét támadta. Széchenyi mélységes aggodalommal figyelte az ellenzéki szellem térhódítását, mely nem kímélte az Ausztriához fűződő viszonyt, figyelmen kívül hagyta az arisztokráciát, s a nemesség tömegei mellett más társadalmi rétegekbe is behatolt. Az átalakulásban – a stabilitás és a kiszámíthatóság érdekében – nem kívánta kizárólagos szerephez juttatni a társadalom változó (tehát nehezen kiszámítható) erőit, legyenek azok kormánypárti vagy ellenzéki oldalon. Félve a reformmozgalom esetleges megsemmisítésétől, nem akart ujjat húzni Béccsel, ezért az ellenzékiség helyett a felülről jövő reformokban bízott. 1845-ben elvállalta a Helytartótanács közlekedésügyi bizottságának elnökségét. Hírlapbeli Kossuth-ellenes támadásait pedig az 1847-es Politikai programtöredékekkel tetőzte be.
Kossuth Lajos viszont úgy vélte, hogy a társadalmat semmilyen indokkal nem lehet passzív szerepkörbe kényszeríteni az átalakulás során. Személyes tapasztalatai – melyeket az 1831-es kolerafelkelés idején szerzett – és az európai forradalmak tanulságai arra figyelmeztették, hogy a politikából nem lehet tartósan kizárni a társadalmi mozgalmakat. Ezért demokratikus nézetrendszerekre támaszkodott, s nem hitt az elitek vagy a kormányzati hatalom mindenhatóságában. Politikai beállítódása tehát alapvetően eltért Széchenyiétől.
Gazdasági téren Széchenyi az angolszász szabadpiaci elveket vallotta, Kossuth inkább a protekcionista, védővámos gazdaságpolitikát részesítette előnyben.
Kettejük ellentéte a modern sajtó szerepével kapcsolatban vált nyilvánvalóvá. Kossuth az 1840-es évek elején egyre inkább meg volt győződve arról, hogy a polgári átalakulás kikényszerítéséhez a Széchenyi alapította kaszinók nem elegendőek, a társadalom politikai aktivitását növelni és irányítani kell. Kossuth társadalomfelfogása mögött a jogok egységes eredetét hangsúlyozó szabadságfogalom állt, míg Széchenyi a politikai jogok gyakorlásánál számításba vette a vagyoni és a kulturális adottságokat.
Végső célja mindkettőjüknek a liberális, polgári nemzetállam megteremtése volt. Kossuth azonban gyorsabb változásokat akart, nem volt tekintettel az udvar érzékenységére, így küzdött a nemzeti önrendelkezésért is. Az arisztokráciával szemben pedig az ellenzéki köznemességet tartotta a változások irányítójának. Míg Széchenyi 1842-es akadémiai beszédében a nemzetiségekkel szembeni türelemre intett, addig Kossuth a kor szellemének megfelelően harcos nacionalista, az asszimiláció híve volt. Amíg Széchenyi empatikusan tekintett a Magyar Királyság területén élő nemzetiségiek törekvéseire, addig Kossuth nyíltan hangoztatta, hogy „én soha, de soha a magyar szent korona alatt, más nemzetet és nemzetiséget, mint a magyart elismerni nem fogok”. Kossuth szeme előtt a francia forradalom példája lebegett, ahol egyszerű nyelvtörvényekkel létrehozták a homogén francia nemzetet. Nem vette figyelembe, hogy az azóta eltelt időben főként Kelet-Európában a nemzeti eszme és a nacionalizmus a nyugat-európai liberális (brit és francia) - kizárólag az állampolgárság tényén alapuló - nemzeteszményhez képest egy merőben eltérő, sőt ezzel ellentétes úton a német minták alapján fejlődött, amit ma etnikai nacionalizmusnak nevezünk. A szimplán állampolgárságon, a születési helyen nyugvó (ius soli) nyugat-Európában uralkodó liberális/polgári nemzeteszme Magyarországon is preferált adoptációja azonban Kelet-Európában az ún. „fajiságon” és vér szerinti (ius sanguinis) leszármazás jogán alapuló különböző szláv és román etnikai típusú nacionalizmusok megerősödése folytán nem kecsegtetett túl sok reménnyel.
Az ország közvéleménye és az ellenzéki politikusok mindenesetre az 1840-es években valamennyien Kossuth mellé álltak. A reformkor politikai küzdelmeiben a liberalizmuson belüli áramlatok harca – például Széchenyi és Kossuth vitája – tűnik meghatározónak. Nem szabad azonban elfelejteni, hogy a korszak fő politikai frontvonala az áramlatokat magában foglaló, belső vitákat folytató liberalizmus és a nagyon is erős pozíciókkal rendelkező konzervatív-abszolutista-állagőrző politika között húzódott.
Kossuth 1885-ben Széchenyit liberális arisztokratának, míg magát demokratának minősítette. Ugyanakkor Széchenyi mélyreható és teljes társadalomrajza, illetve helyzetfelmérése nélkül a későbbi évek programelágazásai nem jöhettek volna létre. Így kettejük nézetrendszere és vitája egymással szorosan összekapcsolódva alkotják a hazai modernizációs múlt alapvonalát, és egybekapcsolódó munkásságuk teremtett alapot – éppen eltérő megközelítéseiknek köszönhetően – a későbbi haladás ügyében bármilyen alternatív gondolkodás számára.

## A szabadságharc vezetőjeként

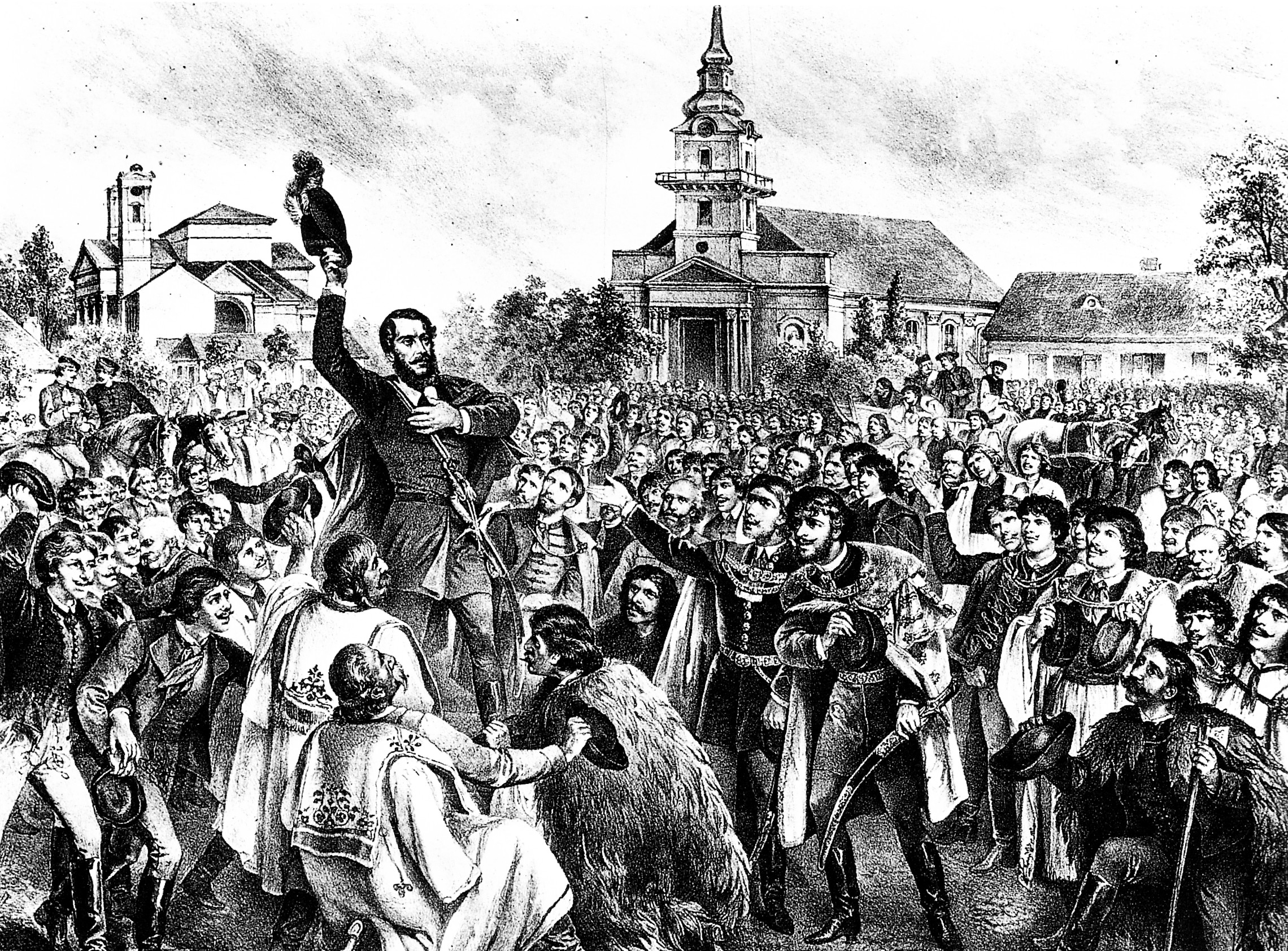
Kossuth Cegléden 1848-ban

Az 1848. februári francia forradalom hírére március 3-án felirati javaslatában az ellenzék programjának sürgős törvénybe iktatását követelte. Döntő szerepe volt abban, hogy az országgyűlés megszavazta a forradalmi átalakulás eredményeit rögzítő törvényeket és a bécsi küldöttség kikényszerítette Bécs hozzájárulását. A Batthyány-kormányban pénzügyminiszter lett, nevéhez fűződik az önálló magyar pénz (Kossuth-bankó) megteremtése és az ország első költségvetésének összeállítása. 1848 tavaszán és nyarán a forradalom eredményeit megszilárdítani törekvő kormány álláspontját képviselte, ugyanakkor mind szorosabb kapcsolatba lépett a radikálisokkal.
Az 1848. július elején megnyílt országgyűlésen ő volt megbízva a kormány politikájának képviseletével és a parlamenttel való érintkezéssel. Legnevezetesebb július 11-én tartott nagy beszéde. Beteges volt, ami külsején is meglátszott, és ez csak fokozta fellépésének érdekességét. „Midőn a szószékre lépek, hogy önöket felhivjam uraim, mentsék meg a hazát, e percnek nagyszerüsége szorítva hat keblemre. A haza veszélyben van. Egyfelől a horvát és szerb lázadás, másfelől az osztrák minisztérium áskálódásai fenyegetik a kivívott eredményeket. A nemzet nem bizhatik másba, mint saját erejébe. Mondják ki önök, hogy a nemzet el van határozva kormányának, alkotmányának, önállásának védelmére a legnagyobb áldozatokat is meghozni, s hogy e tekintetben oly alkut, mely szabadságát és önállását legkevésbbé is sérthetné, senkitől semmi áron el nem fogad, hanem minden méltányos kivánatokat akárki irányában is örökké teljesíteni kész. E célból szükséges a haderőnek 200,000 főnyire emelése, ennek felfegyverezésére pedig 42 millió forint”. Még mielőtt befejezte volna Kossuth, felkelt Nyáry Pál, az ellenzék vezére és esküre emelt kézzel felkiáltott: „Megadjuk!” Példáját pedig az egész ház követte. Kossuth keresztbe fonta mellén karjait s könnyes szemekkel mélyen meghajolt a ház előtt, így fejezve be beszédét: „Önök felállottak mint egy férfiu és én leborulok a nemzet nagysága előtt s csak azt mondom: annyi energiát a kivitelben, mint a mennyi hazafiságot tapasztaltam a megajánlásban s Magyarországot a poklok kapui sem döntik meg.” Ez volt Kossuth legnagyobb szónoki sikere.
A király minisztere volt, de emellett nyíltan kikelt az ausztriai kormány ellen, mellyel Magyarország felmondhatta a barátságot. Visszatért régi foglalkozásához is: július 1-jétől jelent meg Kossuth Hírlapja, amelyet ő sugalmazott és melyben ő írta a legfelrázóbb cikkeket. Az országgyűlésen nem a többség szimpátiáját kereste, mely inkább Deák és Batthyány felé irányult, hanem a radikálisokét, akiket előbb ő maga is „törpe minoritásnak” gúnyolt. Ez az állapot sokáig tarthatatlan volt de Kossuth nem tett semmit annak érdekében, hogy az ellentétek enyhüljenek. Mindent előkészített arra, hogy a nyílt szakítás Béccsel ne találja őt készületlenül. Legbizalmasabb barátai is azt hitték, hogy testőrséget szervez és szándéka a nádort vagy elfogatni vagy magyar királlyá kikiáltani.
A helyzetet tűrhetetlenné tette az osztrák minisztérium nyílt állásfoglalása az 1848-as törvények ellen, a magyar követség visszautasítása a bécsi Reichsrath által, és Jelasics betörése. Batthyány közbenjárási kísérletei nem vezettek célhoz. Mikor lemondott, az országgyűlés már teljesen Kossuth befolyása alá jutott, kinek politikáját igazolni látszottak az események.

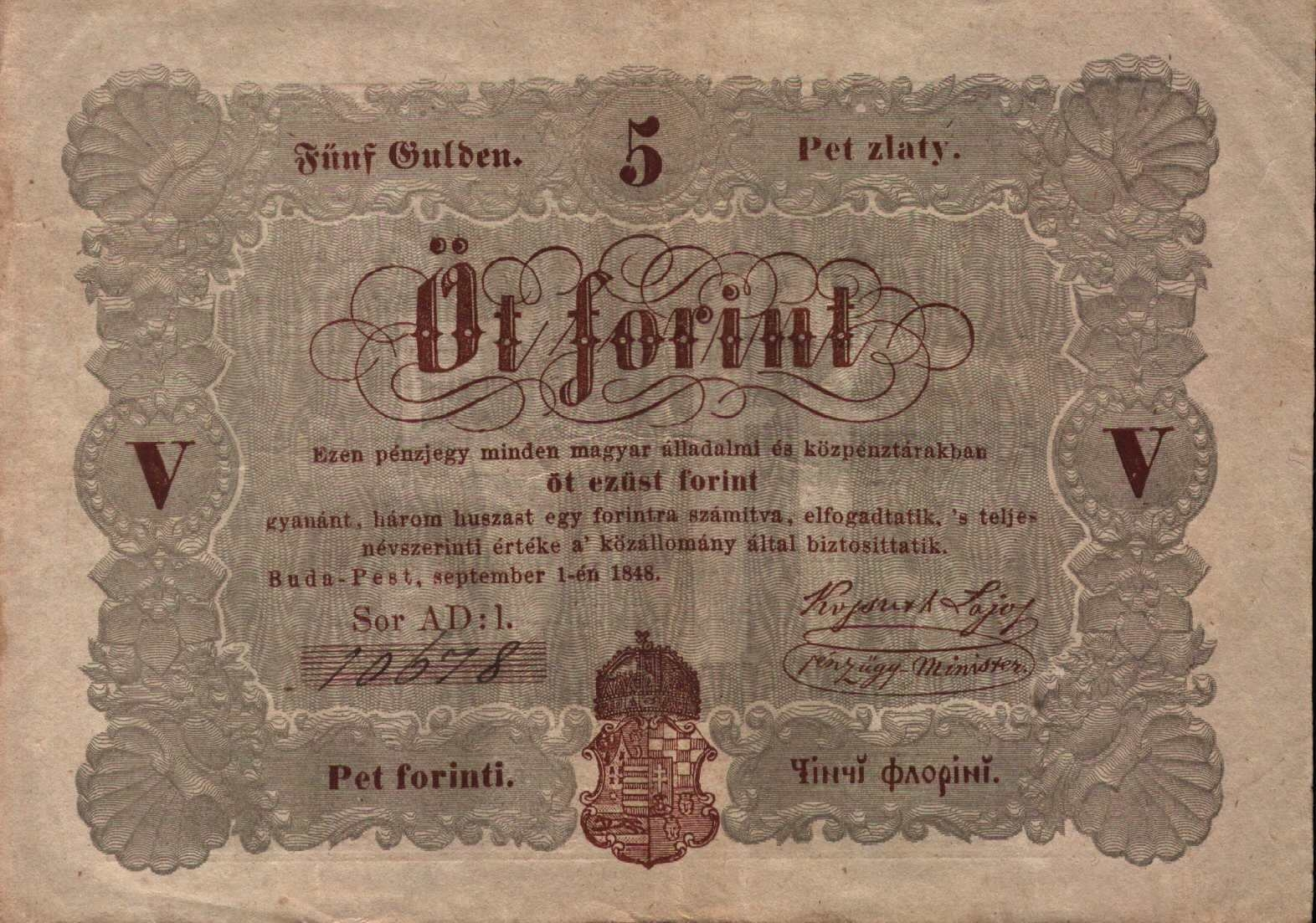
Kossuth-bankó

Szeptember 6-án Kossuth elrendelte az első magyar bankjegyek kibocsátását a védelmi szükségletek fedezésére.
A szeptember 11-ei kormányülés Kossuth vezetése alatt forradalmi határozatokat hozott a pénzügy és katonaság ügyében a megtámadott haza védelmére. Batthyány újabb kísérlete kabinet alakítására nem sikerült, Kossuth pedig kijelentette, míg más kormányt ki nem neveznek, ő megtartja székét. Hívei már szeptember 14-én felszólaltak, ruházzák őt fel diktátori hatalommal és a körülmények csakugyan ezt eredményezték.
Szeptember 15-én javaslatára választotta meg az országgyűlés a védelem megszervezésére az Országos Honvédelmi Bizottmányt. Szeptember 24-től nagy sikerű toborzókörúton (melynek állomásai Cegléd, Nagykőrös, Kecskemét, Szeged, Szolnok és Abony voltak) szólította fel az Alföld népét a haza és a jobbágyfelszabadító forradalom védelmére. A Batthyány-kormány lemondásával a végrehajtó hatalom gyakorlása a Honvédelmi Bizottmányra szállt, amely Kossuthot választotta elnökévé. Nemcsak az ausztriai kormány, hanem maga a nemzet is azonosítani kezdte személyét a forradalom, a szabadságharc ügyével. Ennek szervezésében csakugyan bámulatos tevékenységet fejtett ki. Meg kellett újítani a régi, nem éppen megbízható tisztikart; oly férfiakat kellett vezéri polcra emelni, kiknek tehetségében és jellemében megbízhatott a nemzet. Görgey Artúr és Bem József egyenesen Kossuthnak köszönték kinevezésüket. Schwarzenbergnek az a terve, hogy Magyarországot teljesen aláveti, még a mérsékelteket is Kossuth és a forradalom híveivé tette. Alkudozásról nem lehetett szó; a fegyvernek kellett döntenie, a háborúban pedig senki sem pótolhatta Kossuth szervezőtehetségét és azt a hatalmat, melyet az elmék fölött gyakorolt.
A szabadságharc további menetében óriási feladatokat oldott meg mind a hadsereg megszervezése, mind a nemzeti ellenállás és forradalmi helytállás gazdasági, társadalmi és politikai feltételeinek megteremtésében.
Miután Windisch-Grätz 1848-ban legyőzte a felsődunai magyar sereget és Pesthez közeledett, Kossuth az országgyűléssel együtt Debrecenbe költözött. Itt fejtette ki a leglázasabb tevékenységet akkor, midőn mindenfelé azt ellenségei azt híresztelték, hogy kivándorlásra, menekülésre gondol. Beszédeket tartott az országgyűlésen, ahol az igen erős Békepárt egyre nyíltabban kelt ki ellene, levelezett a hadvezérekkel, utasításokat, parancsokat küldözgetett, majd maga is elindult a táborba, vitézségre buzdítva a katonákat, összetartásra a vezéreket. Amellett még kezében volt az egész polgári kormány is, különösen a pénzügy. Neki kellett gondoskodnia a sereg utánpótlásáról, felszereléséről, élelmezéséről, a lelkesedésnek, áldozatkészségnek ébrentartásáról. Ezen tevékenységéért zárta őt szívébe, emelte nevét a csillagokig a magyar nép. Ugyanakkor ekkoriban kelt rendelkezései közt is volt sok olyan, mely kihívta a szigorú bírálatot. Görgey váci proklamációja óta teljesen független állást foglalt el a honvédelmi bizottsággal szemben; ő ezt az ellentétet sem lecsillapítani, sem határozott fellépéssel megszüntetni nem bírta. Henryk Dembiński kinevezése fővezérré mélyen sértette mind a magyar tábornokokat. Azt mondták, hogy neje túlságos befolyást gyakorol reá politikai ügyekben is és egész kormányzásának némi családi színt tulajdonítottak.
Az 1849. március 4-ei osztrák alkotmány, amely Magyarország jogait végképp megsemmisítette, valamint az erdélyi és a tavaszi hadjárat szerencsés kimenetele újra igazolták irányát és politikáját. Kezdeményezésére a debreceni nemzetgyűlés 1849. április 14-én a függetlenségi nyilatkozatban kimondta a Habsburg-ház trónfosztását, annak ellenére, hogy a képviselők igen jelentékeny része nyíltan vagy titokban ellenezte az elszakadást. Kossuthot ugyanazon az ülésen, Madarász László indítványára, ideiglenes államfővé, kormányzó-elnökké választották.
A szabadságharc végső szakaszában felismerte, hogy új intézkedések lennének szükségesek a magyarországi nem-magyar népek nemzeti jogainak biztosítására. Egyre világosabbá vált, mennyire bajos Kossuthnak, a polgári kormányzónak, akitől ellenfelei még a személyes bátorságot is megtagadták, igazgatni az országot akkor, amikor annak léte a háborútól és annak vezetésétől függött. Buda elfoglalása volt a magyar ügy utolsó diadala. Kossuth Pestre tette át a kormány székhelyét, de az osztrákok újabb betörése és az orosz intervenció miatt csak rövid ideig maradhatott itt. Az országgyűléssel együtt Szegedre, majd Aradra vonult. Ezalatt Görgei Artúr nyíltan megtagadta az engedelmességet a kormány iránt és maga a miniszterelnök, Szemere Bertalan is Kossuth ellen fordult. Amikor a haza már elveszett, a temesvári csata után, ahol Haynau legyőzte Bem Józsefet és Dembinszkyt, Kossuth 1849. augusztus 11-én Aradon Görgeire ruházta a legfőbb polgári és katonai kormányzatot, aki röviddel ezután – mivel a nagyobb áldozattal járó további harc értelmetlenné vált – letette a fegyvert. Szeptemberi vidini levelében aztán Kossuth igaztalanul (a szabadságharc újrakezdésének feltételeit javítandó) árulással vádolta Görgeyt, ami 150 évig akadályozta a nagy hadvezér reális értékelését.
Kossuth még aznap eltávozott Aradról Lugos felé. Bem seregének romjaihoz csatlakozott, de a kormányzást nem vállalta fel újra, bár Bem őt erre felszólította. A világosi fegyverletétel után török földre menekült, előbb azonban Orsovánál, magyar földön elásatta a Szent Koronát.

## Emigrációban

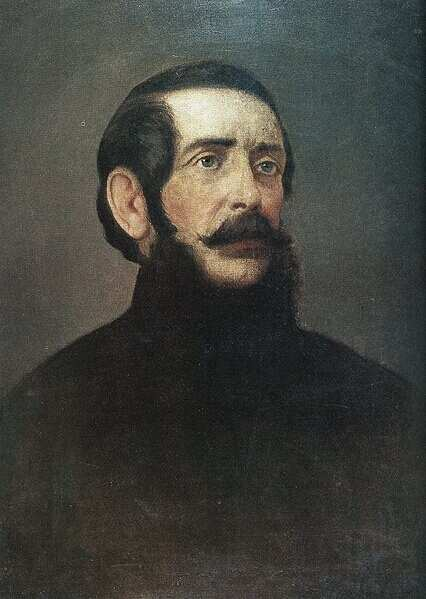
Kossuth-portré az emigráció idejéből

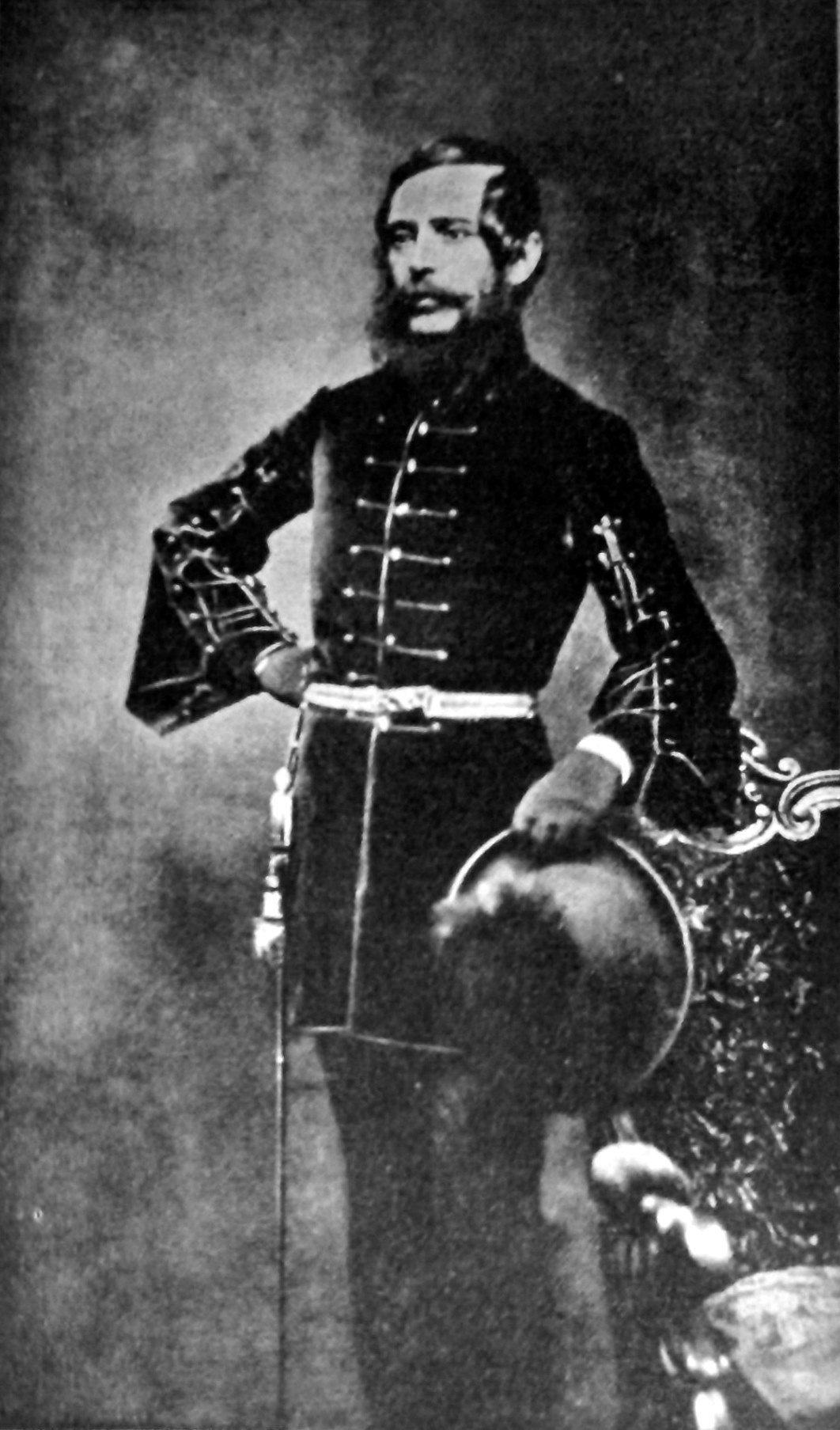
Kossuth Amerikában, Southworth és Hawes 1852-ben Bostonban készült egészlemezes dagerrotípiáján (részlet)

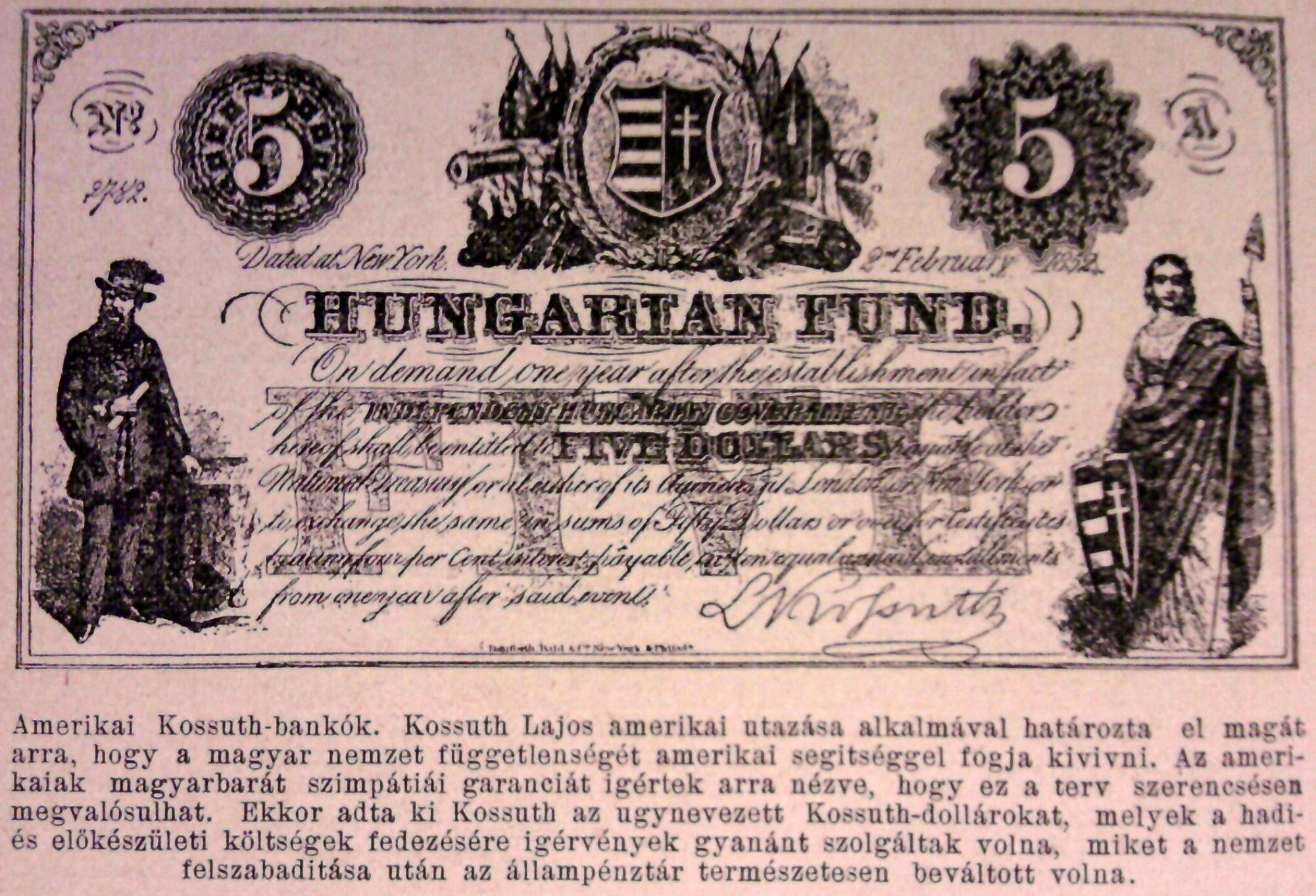
Amerikában kiadott Kossuth bankó, 1852

Vidin volt az emigráció első állomása. Onnan írta Kossuth azt a levelet, melyben Magyarország katasztrófájáért Görgeyt tette felelőssé. I. Abdul-Medzsid oszmán szultán az osztrák és orosz követeket visszautasítva vendégszeretetében részesítette a menekülteket. Onnan Sumenbe ment Kossuth, ahol viszontláthatta nejét, aki Szerbián át menekült Ilija Garašanin segítségével. Gyermekeinek csak 1850-ben engedte meg az osztrák kormány, angol közbenjárásra, hogy atyjukhoz távozzanak. Ezalatt a porta, tekintettel Ausztriára és Oroszországra, Kis-Ázsia belsejébe internálta Kossuthot és kísérőit, mint egykor Thökölyt. Kütahyában laktak és Kossuth a törökök részéről kiváló tiszteletnek volt tárgya. Onnan 1851 szeptemberében egy amerikai gőzös szállította el: Angliába utazott. Útja valóságos diadalmenet volt. Alig ünnepeltek még úgy idegent angol földön, mint a magyar szabadság bajnokát. Nemcsak híre és személyes megjelenése által ragadta el a hideg angolokat, hanem különösen a klasszikus angol nyelvnek mesteri kezelésével. Southamptonból Londonba ment, onnan Birminghambe és Manchesterbe, mindenütt lelkesedést keltve és számos barátot szerezve a magyar szabadság ügyének. Komoly történetírók, mint MacCarthy[pontosabban?], valódi tüneménynek nevezték fogadtatását és ünnepeltetését, az ünnepléstől azonban távol maradt a hivatalos világ.
Az Amerikai Egyesült Államokban ellenben, ahová 1851 végén érkezett, a köztársaság kormánya, országgyűlése és népe vetekedett egymással a Kossuth iránti tisztelet és bámulat zajos kifejezésében. 1851 utolsó napján Millard Fillmore amerikai elnök fogadta Kossuthot és társait, 1852. január 5-én a szenátus, majd 7-én a kongresszus két háza köszöntötte a magyar vendégeket. A washingtoni ünneplés után hét és fél hónapos országos körút következett, melynek során 1852. február 19-én Cincinnatiben felvették a helyi szabadkőműves páholyba. Ezen utazásainak megvolt az a kettős eredménye, hogy eszközöket szerzett a Magyarország érdekében történő lelkesedés megújítására és hogy a világ nem feledte el Ausztria korona-tartományává tett hazánk önállóságát. Visszatérve, állandóan Londonban lakott, ahol a parlamenti és irodalmi világban sok fontos összeköttetést szerzett. Kapcsolatot tartott fenn a francia, olasz, orosz, német és lengyel emigráns körökkel, mindenekelőtt Giuseppe Mazzinival és Stanisław Worcell-lel, akiknek hatása megmutatkozott az 1850-es évek eleji – kellően meg nem alapozott – felkelési kísérletek szervezésében. Az 1853–56-os krími háború idején felerősödött a Kossuth-emigráció aktivitása is, de mivel Ausztria nem állt Oroszország mellé, nem volt esély a magyar függetlenség angol-francia segítséggel történő megteremtésére.
A következő években Kossuth arra számított, hogy a nagyhatalmak közötti konfliktusok mégiscsak lehetővé teszik Magyarország felszabadítását; ezért összeköttetésbe lépett III. Napóleon francia császárral. Mikor az 1859-i szárd–francia–osztrák háború előkészítése idején III. Napóleon és Camillo Cavour szárd–piemonti miniszterelnök kilátásba helyezték Magyarország felszabadításának elősegítését, Kossuth Lajos megalapította a Magyar Nemzeti Igazgatóságot Teleki Lászlóval és Klapka Györggyel és megindította a Magyar Légió szervezését. Miután III. Napóleon fényes solferinói győzelme után váratlanul békét kötött Ausztriával, Kossuth mind egyértelműbben a függetlenségükért küzdő népek mozgalmával kívánta összekapcsolni Magyarország felszabadítását. Még mindig jelentős nemzetközi erők támogatták a Habsburgokat, hogy birodalmuk fennmaradjon, mert Ausztriát a nagyhatalmi egyensúly fontos elemének tekintették. Garibaldi 1860-as szicíliai partraszállása azonban újabb reményeket ébresztett. Katonái között sok magyar harcolt, és sikerei újabb olasz-osztrák háborút eredményezhettek volna. Erre az esetre ismét létrejött a Magyar Légió, Kossuth pedig az olaszokkal való együttműködésről tárgyalt. A háború azonban elmaradt. Bár Magyarország osztrák uralom alatt maradt, de az önkényuralom itthon is kénytelen volt meghátrálni: a hazai ellenállás és az emigráció tevékenysége egymást erősítette, hiszen az ellenállást az emigráció tevékenysége tette fenyegetővé; Kossuth és az emigráció fegyveres készülődéséhez, nagyhatalmakkal folytatott tárgyalásaihoz viszont a néma és ellenálló ország adta a hátteret. A hazai és szomszédos testvérnépekkel való összefogás gondolatát sok utópisztikus elemet is tartalmazó tervekben, a jövőre nézve a már felszabadult népek majdani Dunai államkonföderációjára vonatkozó, szintén utópisztikus tervében (1862. május 1.) fejtette ki. Kossuth 1861-ben Itáliába költözött, ahonnan egyre nagyobb aggodalommal figyelte a kiegyezéshez vezető osztrák-magyar tárgyalásokat.

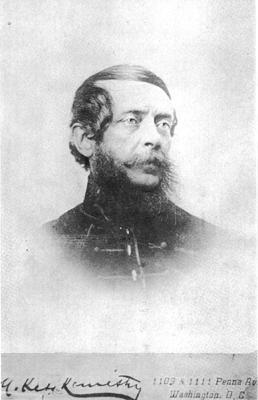
Kossuth Lajos 1851-ben (dagerrotípia)

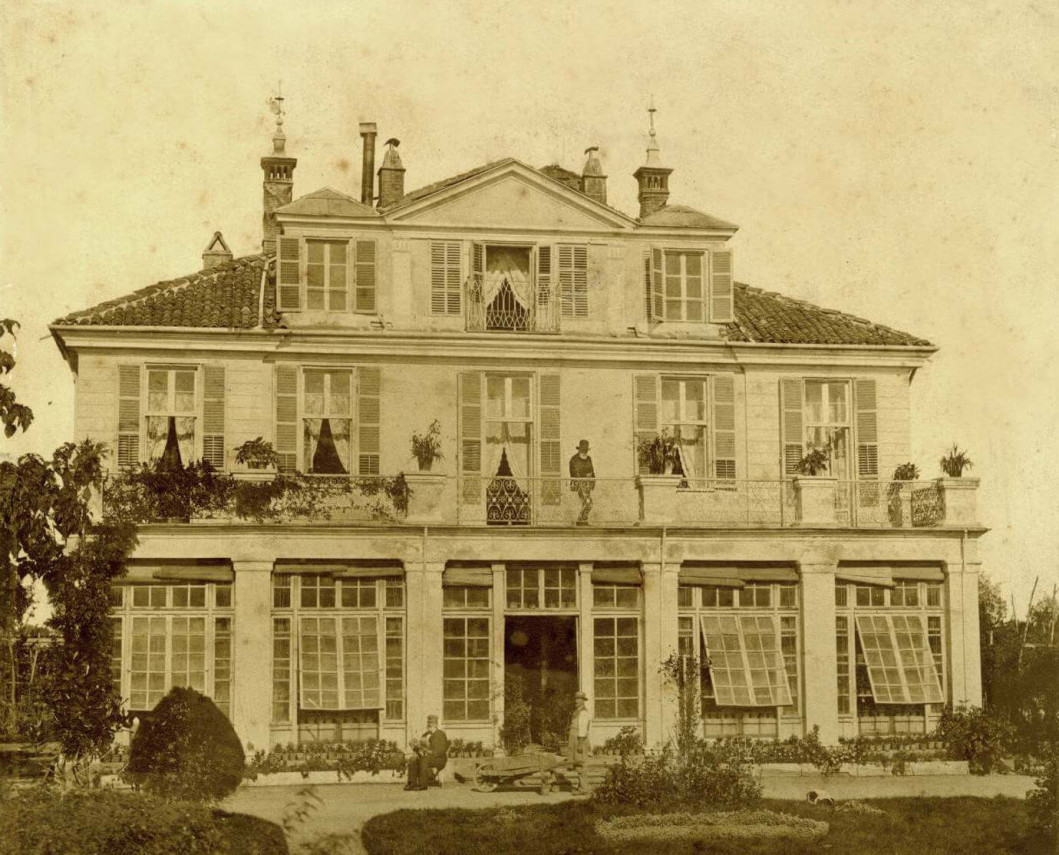
Kossuth villája Collegnóban, ahol 1874-től 1882-ig élt; az erkélyen Kossuth áll a korlátnál

A Deák Ferenchez intézett híres Cassandra-levél (1867) bírálta a kiegyezést, a nemzet önrendelkezési jogainak feladásával vádolta Deákot, és kitartott a teljes függetlenség követelése mellett. Szerinte az 1866. évi válság utáni porosz–osztrák–olasz háború nyomán komolyabb erőfeszítéssel elő lehetett volna idézni Ausztria felbomlását, de ha ez nem is történt meg, a nemzeti függetlenség eszméjét akkor sem szabad feladni, várni kell az újabb kedvező alkalomra. Nem szabad egy felbomlásra ítélt birodalomhoz kötni a magyarság sorsát, hiszen Ausztria olyan háborúba is belesodorhat bennünket, amely nemcsak a birodalom, hanem Magyarország felbomlását is eredményezheti: „A közös államiság végveszélybe sodorja Magyarországot”.
Deák és párthívei azonban az adott viszonyok között elkerülhetetlennek tartották a kiegyezést. Ez szerintük nagyobb védelmet jelentett a megerősödő Orosz Birodalommal és Németországgal szemben, és ha a teljes függetlenség nem is valósult meg, Magyarország egyáltalán nem olvadt egybe Ausztriával. A szabadságharc katonai balsikerei megmutatták, hogy egyedül nem tudjuk legyőzni Ausztriát és az őt segítő külső erőket. Deák látta, hogy a kiegyezés adott viszonyok között elkerülhetetlen volt, miközben azt továbbfejleszthetőnek is gondolta.
Mai értékelésünk szerint ez a reális kompromisszumnak nevezhető kiegyezés volt az akkor elérhető, viszonylag legjobb megoldás, minden esetleges következményével együtt. A választást elsősorban az európai erőviszonyok alakulása korlátozta, az, hogy az erőegyensúly miatt a nagyhatalmak továbbra is szükségesnek tartották a Monarchia fennmaradását Európa politikai rendszerében. 1867-ben többen is úgy látták, hogy Ausztriát felbomlás fenyegeti, ezért nemkívánatos az ország sorsát hozzákötni, azonban a felbomlás veszélye nemcsak a soknemzetiségű Ausztriát fenyegette, hanem a soknemzetiségű Magyarországot is. Deák úgy látta, hogy Ausztria és Magyarország együtt elég erős menedéket tud nyújtani a kis nemzetek számára Európa e veszélyes részén, a pángermán és pánszláv törekvések metszéspontjában. Kossuth szerint viszont a nemzeti fejlődést nem lehet megállítani, ezért inkább a szomszédos kis nemzetekkel kell a magyarságnak megegyeznie, mintsem „egy zsákba varrnia magát egy hullával”.
Kossuth a kiegyezés után az ellenzéki Függetlenségi Párt képviselőihez intézett számos levelében intett a nemzeti érdekek következetesebb védelmére, a demokratikus törekvések támogatására választójog kiterjesztésére, a főrendiház eltörlésére, a virilizmus megszüntetésére, az állam és az egyház szétválasztására stb. 1865-től – néhány éves megszakítással – Torinóban élt. Irataim az emigrációból címmel közrebocsátott három kötete az emigráció 1859–1862 közötti tevékenységéről számol be.

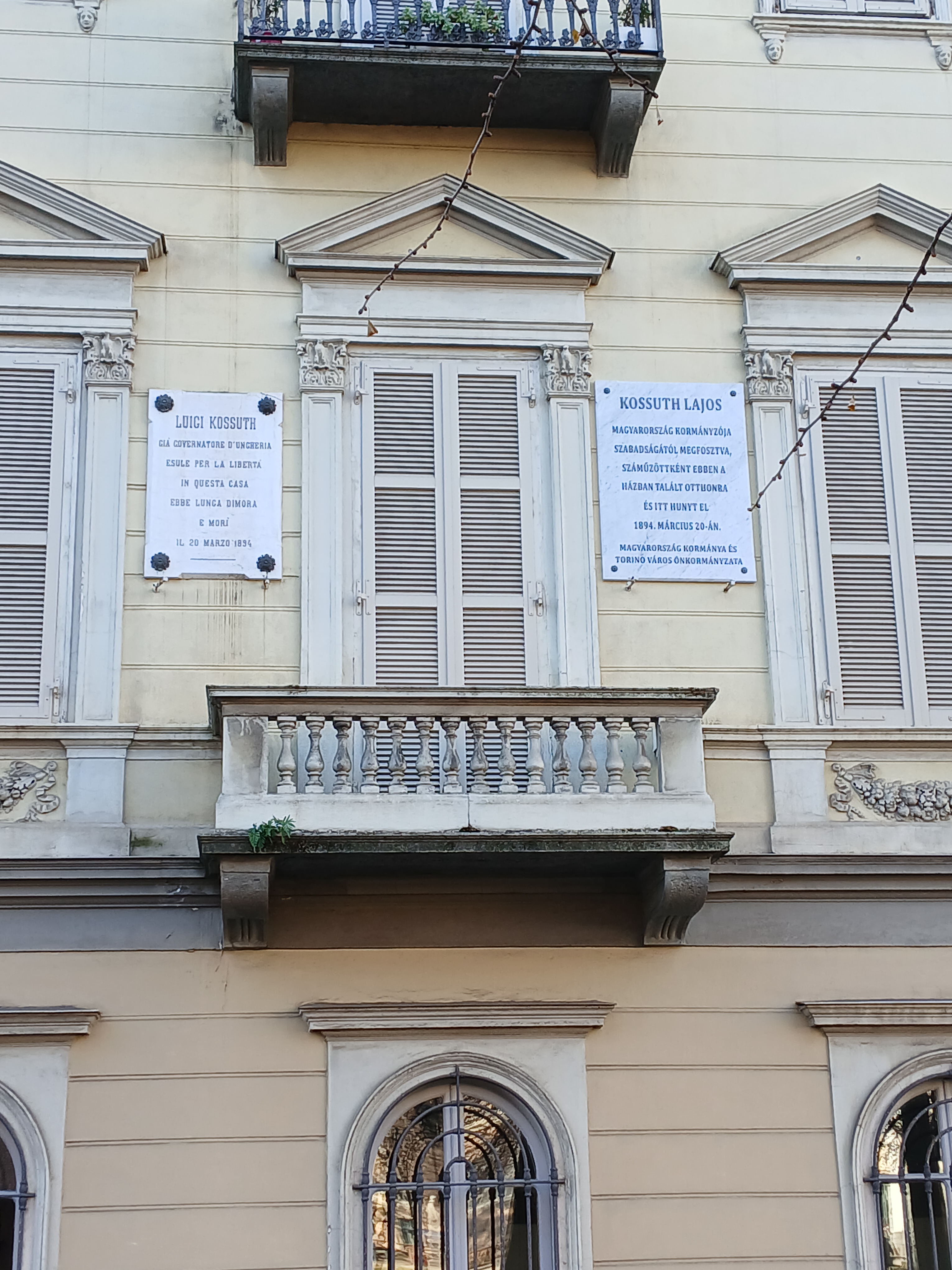
Emléktábla Torinóban

1877-ben, országos érdeklődéstől kísérve, 100 ceglédi küldött találkozott a Turin (Torino névváltozata) melletti Collegnóban az emigráns Kossuthtal, hogy hazahívja a város országgyűlési képviselőjének. Kossuth nem jött haza, de a „turini százak”, majd leszármazottaik később minden évben megünnepelték az utazás évfordulóját.
1890. október 6-ától a pesti közönség a Vigadó első emeleti termében felállított Edison-féle fonográf-hengerről hallhatta Kossuth Lajos megemlékező szónoklatát az aradi hősökről:
A világ birája, a történelem fog e kérdésre felelni. Legyenek a szentemlékű vértanúk megáldottak poraikban, szellemeikben a hon szabadság Istenének legjobb áldásaival az örökké valóságon keresztűl; engem, ki nem borúlhatok le a magyar Golgota porába, engem October 6ka térdeimre borúlva fog hontalanságom remete lakában látni a mint az engem kitagadott Haza felé nyujtva agg karjaimat a hála hő érzelmével áldom a vértanúk szent emlékét hűségükért a Haza iránt, 's a magasztos példáért, melyet az utódóknak adtanak; 's buzgó imával kérem a magyarok Istenét hogy tegye diadalmassá a velőkig ható szózatot, mely Hungária ajkairól a magyar nemzethez zeng. Úgy legyen. Amen!
Agg korára anyagi gondokkal kellett küzdenie. Különben sem jelentékeny vagyona áldozatul esett a torinói pénzintézetek bukásának. Helfy Ignác unszolására ekkor 1879-ben kezdte összeállítani életének emlékeit, különösen az emigráció történetére vonatkozó iratait. Ezeknek fényes sikere biztosította egzisztenciáját és késő öregségéig megvolt az a büszke öntudata, hogy munkájával keresi meg kenyerét.

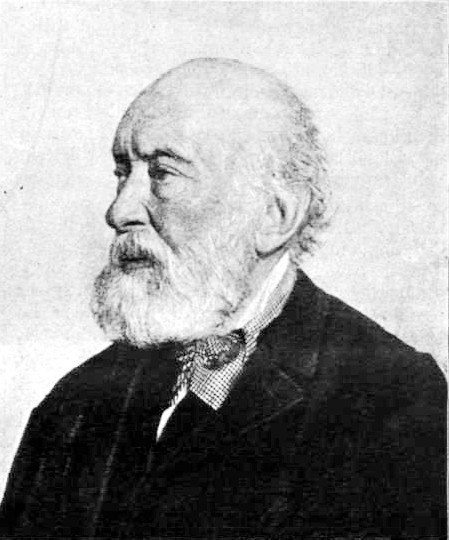
Kossuth Turinban (1892)

1889-ben a magyar kormány által életbe léptetett intézkedés folytán elvesztette magyar állampolgárságát, ami széles körű felháborodást váltott ki, és Tisza Kálmán miniszterelnök lemondásához vezetett. 1879-ben ugyanis a magyar képviselőház elé terjesztettek egy törvényjavaslatot a „magyar állampolgárság megszerzéséről és elvesztéséről”. A törvény 31. §-a értelmében
azon magyar állampolgár, ki a magyar kormány vagy osztrák–magyar közös miniszterek megbízása nélkül tíz évig megszakítás nélkül a magyar korona területének határain kívül tartózkodik, elveszti magyar állampolgárságát.
A törvény nem vonatkozik azokra, akik a tíz év alatt valamely osztrák–magyar konzultól külföldön tartózkodási engedélyt kérnek vagy valamely konzuli község anyakönyvében felvetetik magukat. A törvényt 1879. december 20-án szentesítették.
Kossuth Lajos ekkor már 30 éve élt külföldön, száműzetésben. A törvényben foglalt követelményeknek nem felelhetett meg, mert „ez annyit tenne – miként Helfy Ignácnak, meghitt hívének 1889 májusában írta –, mint magamat osztrák–magyarnak vallani, ami soha életemben nem voltam, nem vagyok és soha nem is leszek semmi feltétel alatt, semmi áron”.
A tollat úgy szólván csak halálos ágyán tette le. Utolsó sorai Iratai V. kötetének 229-31. lapjain jelentek meg: „Nem a Habsburg-háznak, hanem az osztrák császári és magyar királyi méltóság egy személybe kumulációjának vagyok ellensége; ennek igenis, bár tehetetlen, de megtörhetetlen, de hajthatatlan ellensége vagyok és maradok mind halálomig”.

## Halála és temetése

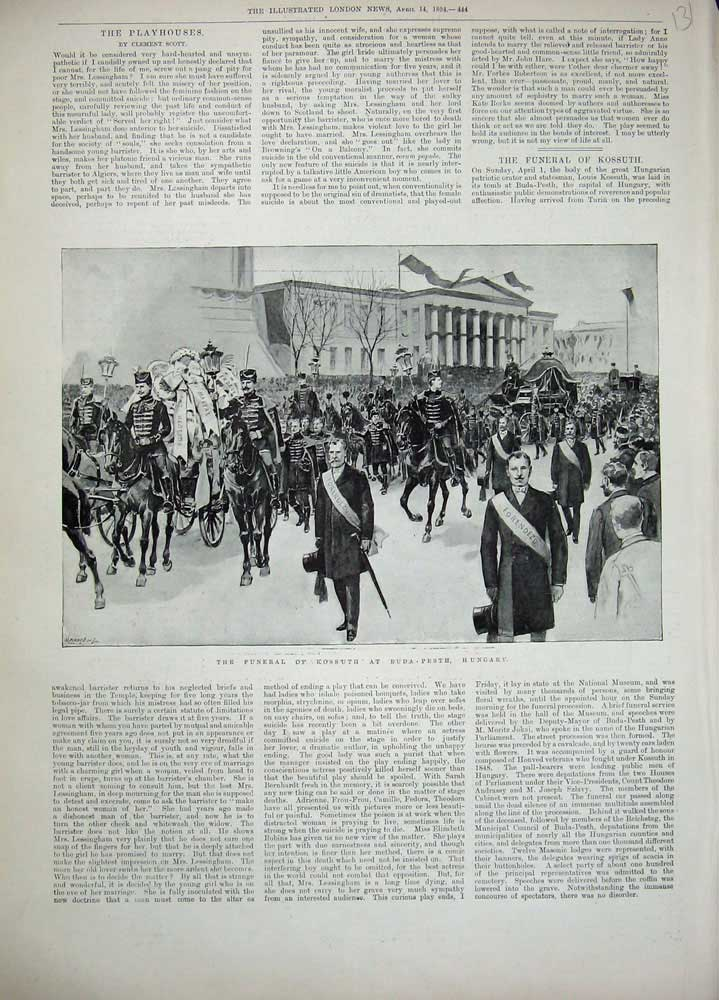
Kossuth Lajos temetése (1894. április 1.)

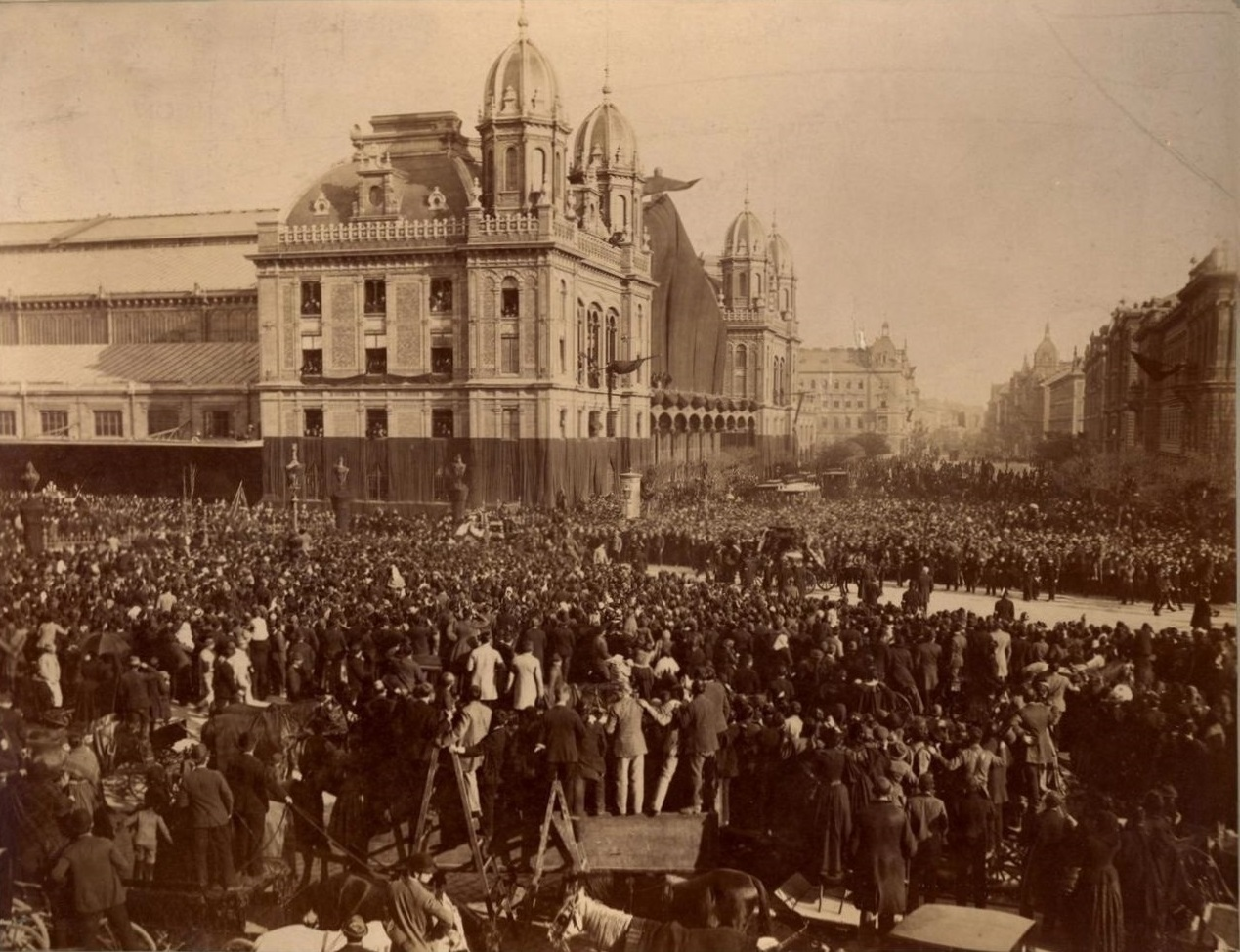
Kossuth Lajos koporsójának érkezését várják a Nyugati pályaudvaron (Erdélyi Mór felvétele)

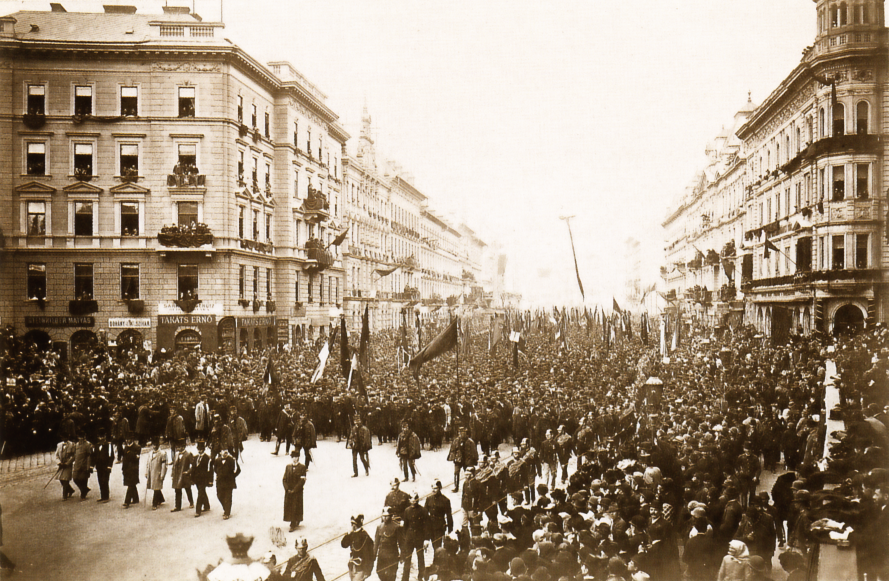
Kossuth Lajos gyászmenete 1894-ben Budapesten (Klösz György felvétele)

Kossuth maga annyira hű volt a reformok tradíciójához, hogy még betegségében is arra intette a Függetlenségi Pártot, hogy támogassa az egyházpolitikai kérdésben a kormányt. Élete utolsó évéig megtartotta szavának varázsát, társalgásának élénkségét, lelki frissességét.
1894 márciusában hosszabb betegeskedés után Kossuthot ledöntötte a lábáról az influenza, végleg ágynak esett. Utolsó betegségének minden mozzanatát mély részvéttel kísérte az ország. 1894. március 20-án, este tizenegy óra előtt öt perccel meghalt. Halálos ágyánál fiai, húga, orvosa Arnoux Basso tartózkodtak. Az országgyűlésen a képviselőház elnöke, Wekerle Sándor miniszterelnök, Apponyi Albert, Justh Gyula és Herman Ottó adtak kifejezést a nemzet gyászának. 1894. március 30-án, kevéssel éjfél után elindult Magyarországra a Kossuth koporsóját, valamint felesége és lánya hamvait szállító különvonat. Osztrák területen dísztelenség és közöny kísérte a halottat, a csáktornyai határállomás után azonban gyászolók ezrei álltak, térdeltek a vasút mellett, beszédeket mondtak, a Kossuth-nótát énekelték azokon az állomásokon, ahol a Budapestre tartó vonat rövid időre megállt.
A vonatot délután negyed négykor fogadták a Nyugati pályaudvaron. A peronokat zsúfolásig megtöltötték a küldöttségek. A főváros nevében Gerlóczy Károly helyettes polgármester vette át a koporsót és a hamvakat, majd átvitték a Magyar Nemzeti Múzeumba, melynek előcsarnokában állították fel a ravatalt. A gyászoló tömegek már déltől gyülekeztek a pályaudvar előtt, és özönlöttek utána a ravatalhoz. Másnap április 1-jén Budapest városa, amelynek díszpolgára volt, nevéhez és érdeméhez méltó temetést rendezett, melyhez az ország minden részéből tódultak a gyászoló küldöttségek. Közadakozás folyt, hogy a Kerepesi temetőben levő sírját mauzóleum ékesítse és emlékét ércszobor hirdesse. A temetés napján vasárnap reggel 10 órakor a ravatalnál Jókai Mór, Horánszky Nándor és Herman Ottó búcsúztatták. Gerlóczy Károly a főváros képviseletében szólt. Az országgyűlés küldöttségét Andrássy Tivadar alelnök vezette, mivel az elnök, Bánffy Dezső „halaszthatatlan teendőre” hivatkozva nem tartózkodott Budapesten. Hozzá hasonlóan – Ferenc József utasítására – a temetésen sem a hadsereg tagjai, sem az államhatalmi szervek munkatársai nem vehettek részt hivatalosan. De a Nemzeti Múzeumtól a Kerepesi temetőbe közel félmilliós temetési menet kísérte végső útján a magyar szabadság atyját. Koporsóját nyolc fekete ló vontatta gyászkocsin vitték a temetőbe, ahol Sárkány Sámuel püspök mondta el az utolsó búcsúztató imát.

### Nyughelye
Első alkalommal ideiglenes sírhelyre temették. Ezután láttak neki a végleges sírhely, a Kossuth-mauzóleum megépítésének, ahova 1909-ben kerültek át a hamvai.

## Viták Kossuth szerepének megítéléséről

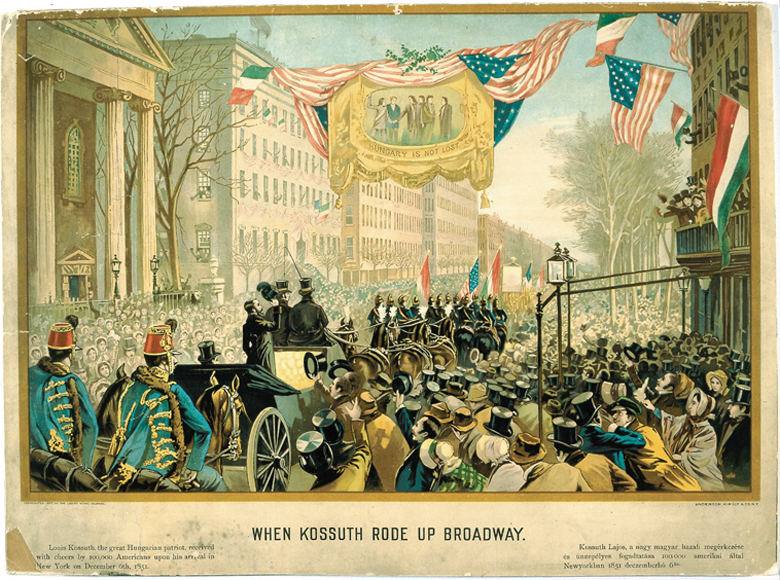
Kossuth Lajos ünnepélyes fogadása New Yorkban, 1851. december 6-án

Kossuth Lajos politikai pályája során vitába került többek között Széchenyi Istvánnal, Deák Ferenccel és Görgei Artúrral.
Görgeit a magyar közvélemény a világosi fegyverletétel miatt árulónak tekintette, már 1849 őszén is felvetődött a hadvezér állítólagos árulása. Pedig Görgei mint képzett katona, felismerve a hadi események valós állását, a fegyverletétellel a nagy és értelmetlen emberáldozatot elkerülte. Kossuth emigrációbeli tevékenységét is sokan elítélték: törekvéseit egyeduralmi ambícióknak fogta fel például a „Lajcsi parancsárságán” élcelődő Teleki László.
Ugyanakkor Kossuth Lajos életének kilencvenkét éve alatt a polgári átalakulás, a demokratizmussal összefonódó liberalizmus, a szabad Magyarország ügye iránt elkötelezett politika szimbólumává vált, s ezt a jelképes erőt a magyar nép emlékezetében napjainkig megőrizte. A jobbágyfelszabadításban betöltött kulcsszerepe alapján alakja – 19. századi nagyjaink közül jószerivel egyedüliként – minden magyar történelmi tudatának részévé vált. Szent István mellett ő a legismertebb magyar történelmi személyiség.[forrás?] A magyar szabadság nemzetközileg is legismertebb alakja.[forrás?] Marx és Engels nagyra tartották és a magyar Dantonként ünnepelték. Szobra áll New Yorkban, tere emléktáblával Párizsban, továbbá ő az első külföldi államférfi, akinek szobrot állítottak a Capitoliumban, 1990-ben. Magyarországon 1896-tól, – a millennium évétől kezdve az első világháborúig neki volt a legtöbb szobra, a települések nagy részén közterület viseli a nevét, kultusza pedig ma is élő.

## Emlékezete
- Városok és községek hosszú sora díszpolgárrá választotta; ez a folyamat azután kezdődött, hogy magyar állampolgárságát elvesztette.
- Kossuth Lajosról neveztek el:
  - tereket, utcákat számtalan településen (lásd Kossuth Lajos utca, Kossuth Lajos tér), de Párizsban is;
  - hidakat: Kossuth híd (Esztergom), Kossuth híd (Budapest), Kossuth híd (Győr);
  - két kisvárost az USA-ban, Ohio és Mississippi államban, valamint Iowa államban található Kossuth megye;
  - egy állami rádióadót (Kossuth Rádió);
  - általános- és középiskolákat;
  - az egykori Kossuth Lajos Tudományegyetemet (ma Debreceni Egyetem);
  - a Kossuth-díjat;
  - cigarettát;
  - Bácskossuthfalva vajdasági falut,
  - egy miocén csigafajt: Fusiturris kossuthi (Bellardi, 1877).
- Kossuth-szobrot elsőként Kiss György szobrászművész készített 1872-ben.
- Kossuth Lajos első köztéri szobrát – Gerendai Antal alkotását – az azóta Balatonszabadihoz csatolt Siómaroson avatták fel 1894-ben.
- Első egész alakos szobrát 1898. május 30-án avatták fel Miskolcon, az Erzsébet téren (Róna József alkotása).[61]
- Nagyszalonta Kossuth-szobrát 1901. június 30-án, a református templom mellett avatták fel, Tóth András alkotása. Egyetlen egész alakos Kossuth-szobor Erdélyben, amely átvészelte a kommunista időket, és ma is áll.[62]
- Békéscsabán egyszerre avatták fel szobrát és nevezték el róla az addig Templom térnek nevezett központi teret 1905-ben.
- Szeged: Kossuth Lajosnak, a nagy államférfinak második teljes alakos megörökítése Szegeden történt, 1902-ben, Kossuth születésének századik évfordulóján leplezték le Róna József alkotását a város központjában lévő téren, az Európa szálló[63] előtt, ahol 1848. október 4-én mondta el szegedi toborzó beszédét. A szobor talapzatára Kossuth toborzó beszédének kezdő sorait vésték: „Szegednek népe, nemzetem büszkesége…”[64]
- Ópusztaszeren a Nemzeti Történeti Emlékparkban 2001-ben állítottak szobrot Kossuth Lajosnak.
- Makón a városháza előtt található szobra, amely Kallós Ede alkotása.
- Amerikában többek közt a washingtoni Capitoliumban és New Yorkban a Riverside Drive és a 113. utca kereszteződésében található szobra.
- A Medián és Hankiss Elemér 2007 végén végzett felmérése szerint Kossuth a 2. legalkalmasabb államférfi a magyar történelmi alakok közül.[65]
- 2014-ben a ceglédi Kossuth-kultusz felkerült az UNESCO Szellemi Kulturális Örökség Nemzeti Jegyzékére.[66]

### Galéria

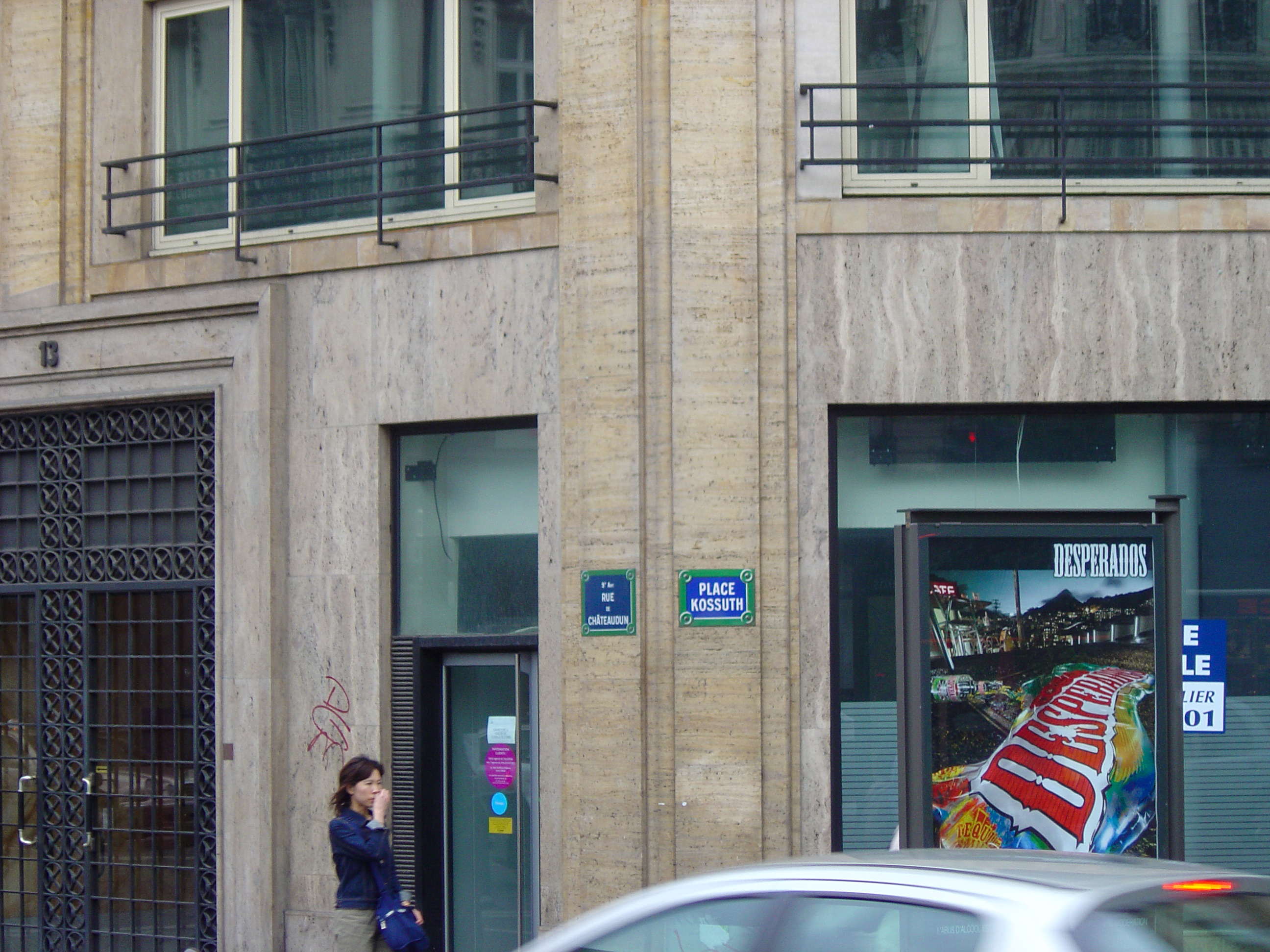
Kossuth Lajos nevét viselő tér névtáblája Párizsban
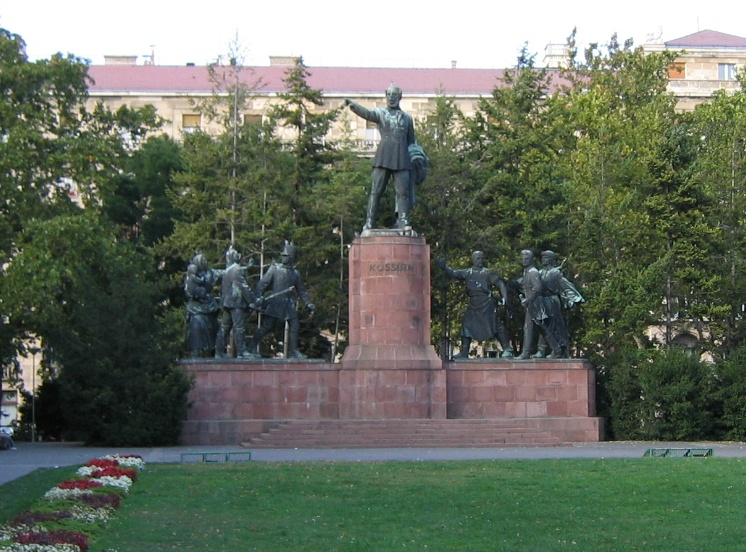
Egykori szobra a budapesti Kossuth téren
Kossuth Lajos régi szobra a Kossuth téren
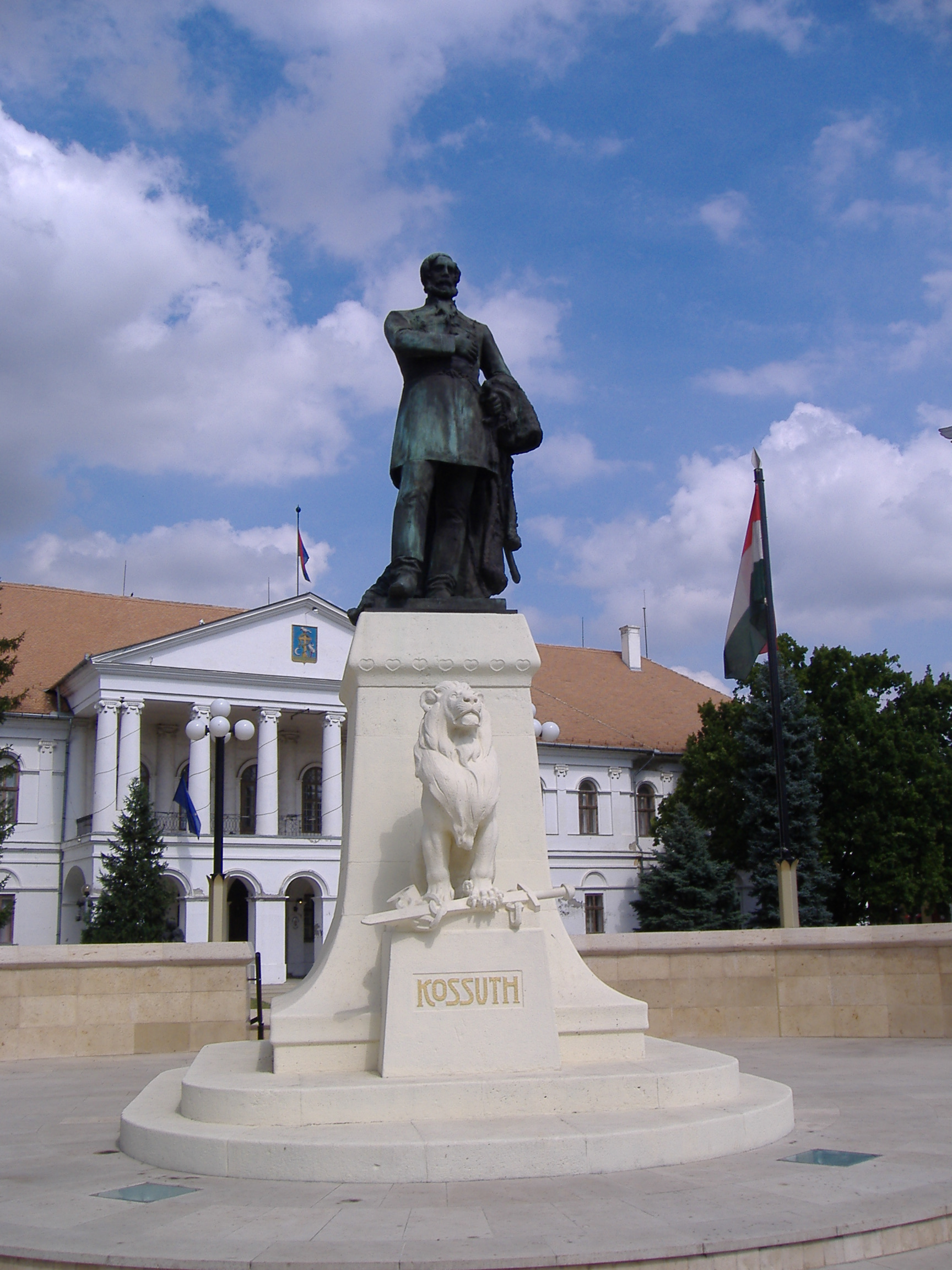
Kossuth Lajos szobra Makón, a városháza előtt
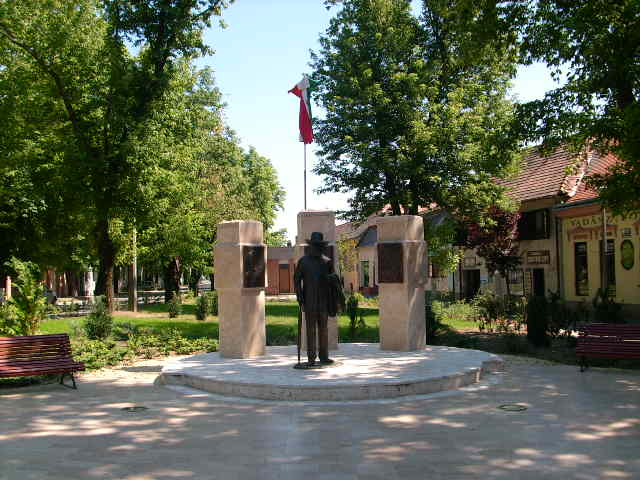
A szigetvári emlékmű
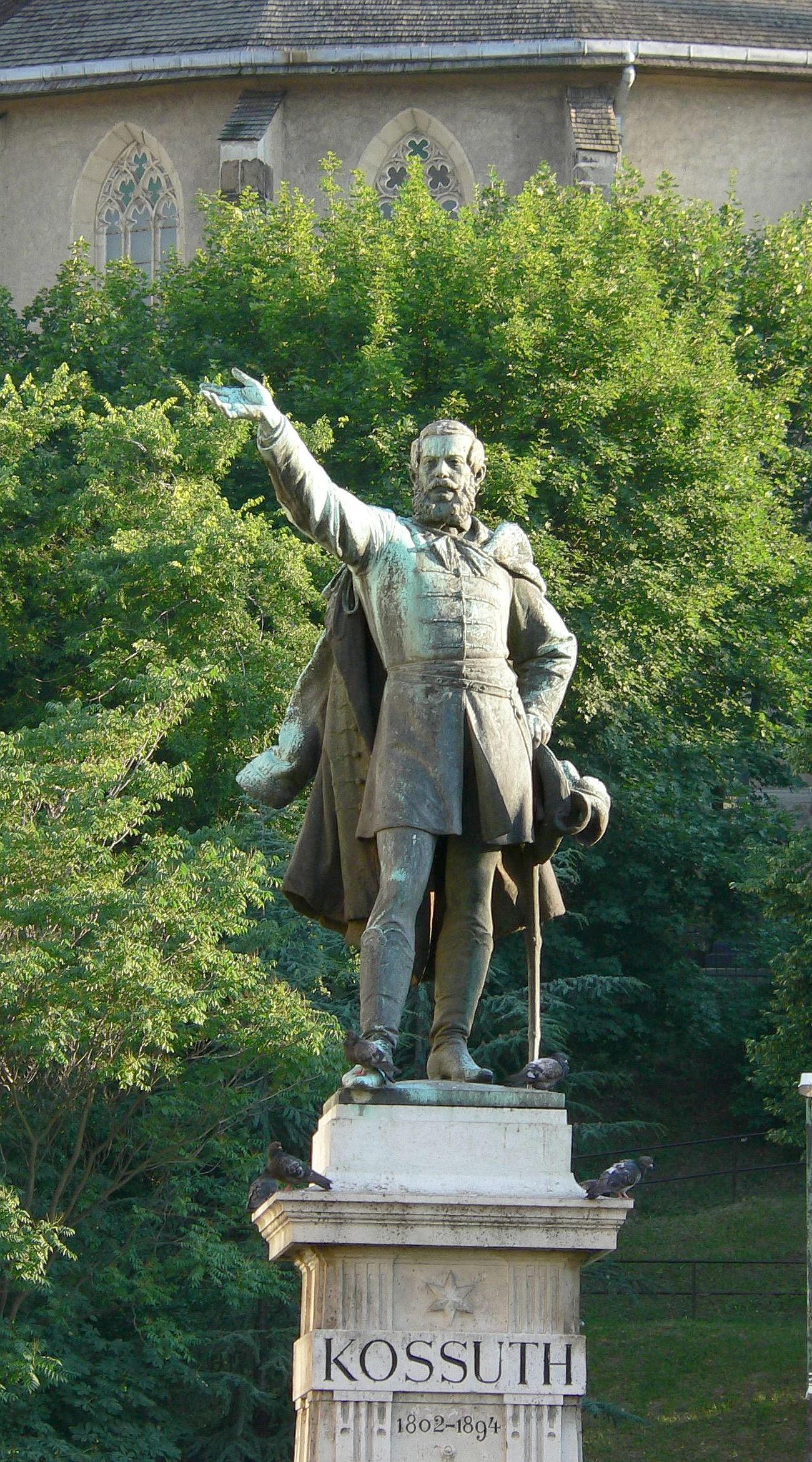
Szobra a miskolci Erzsébet téren
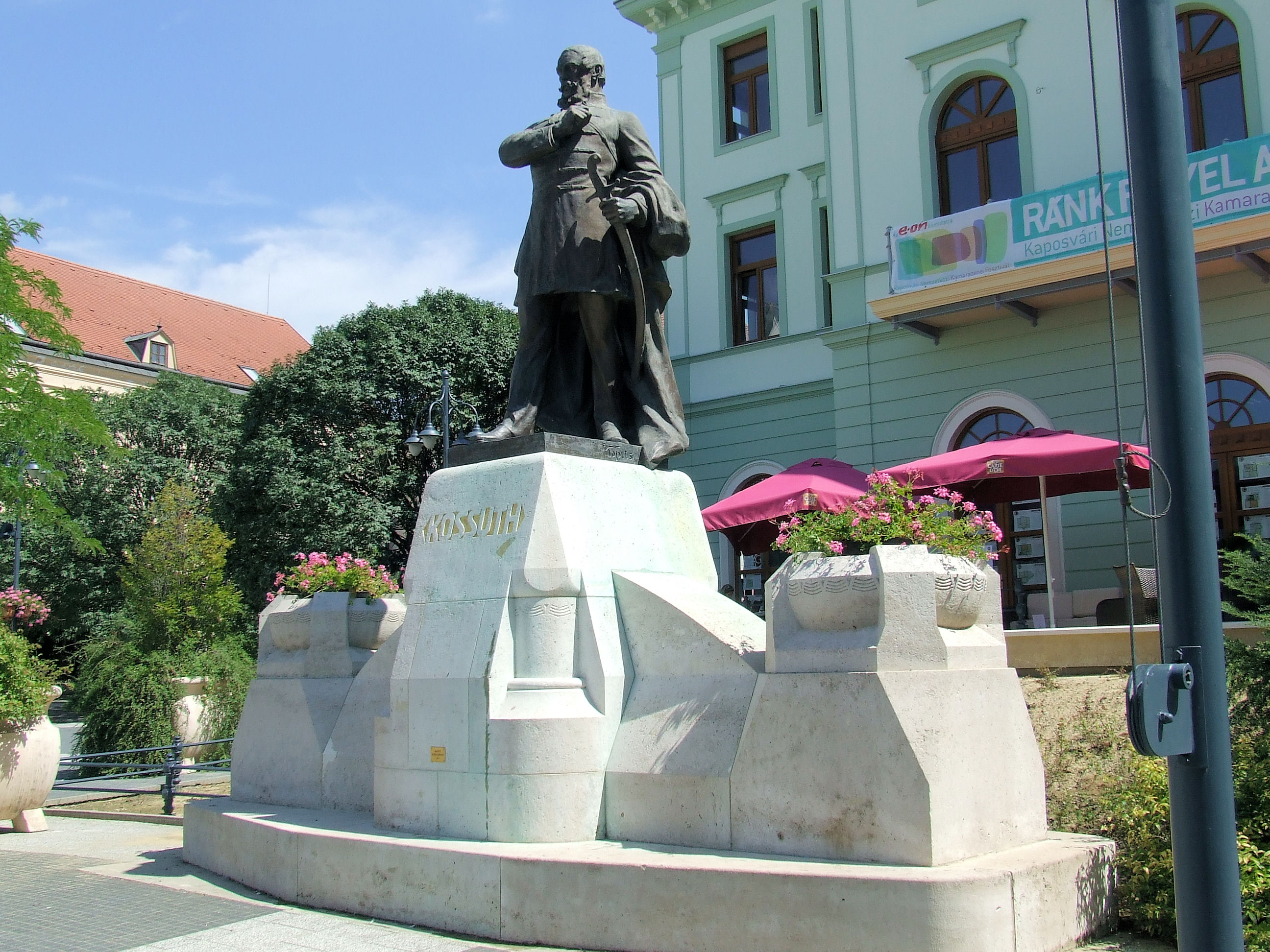
Szobra a kaposvári Kossuth téren
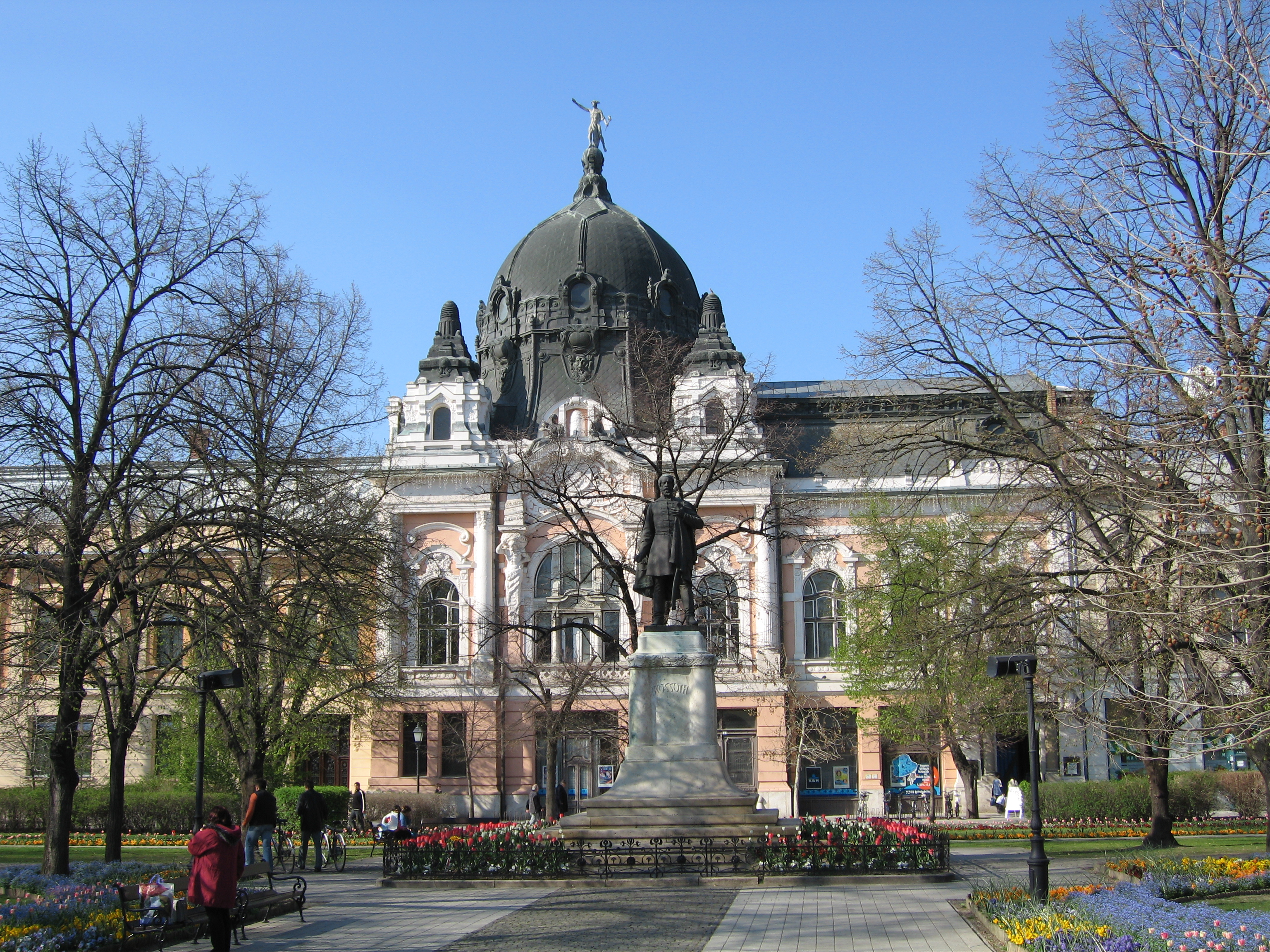
Szobra a hódmezővásárhelyi Bankpalota előtt
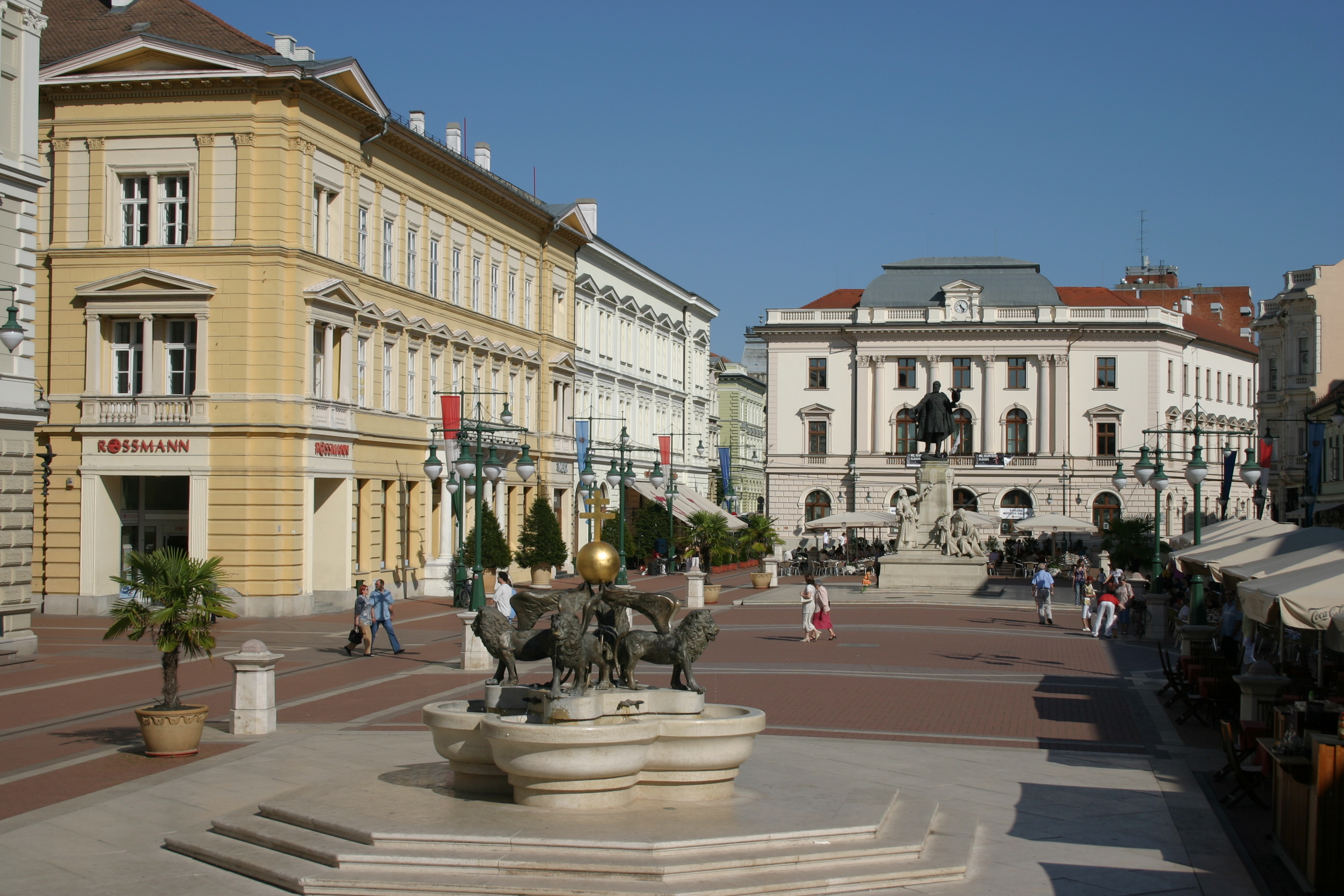
Szobra a szegedi Klauzál téren
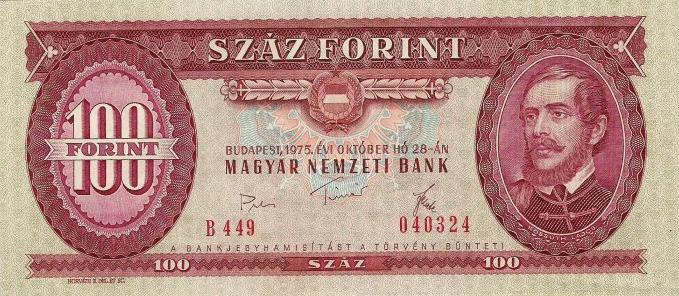
Kossuth portréja a korábbi 100 forintos bankjegyen
A Kossuth család címere (1479)
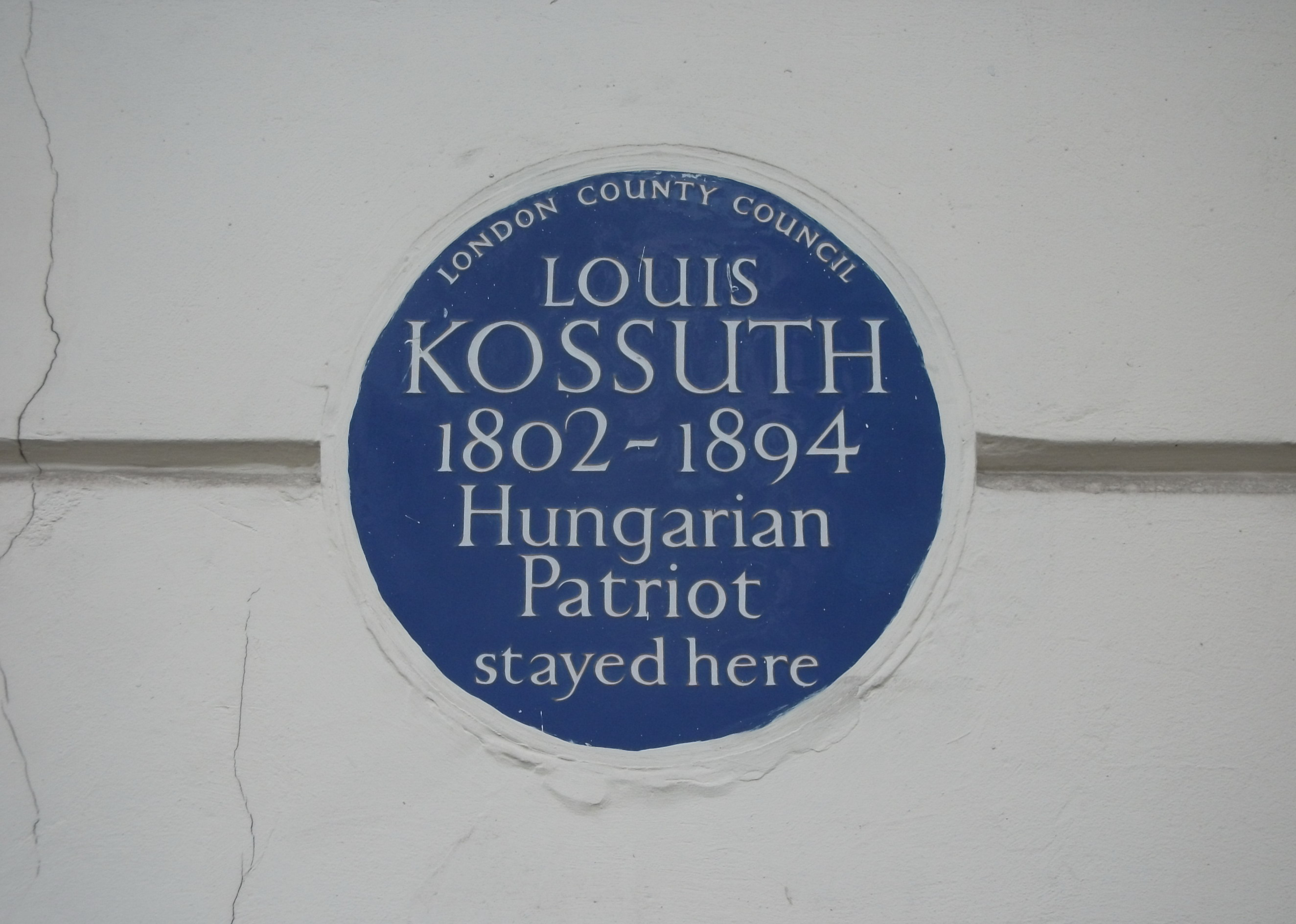
Kossuth emléktáblája Londonban
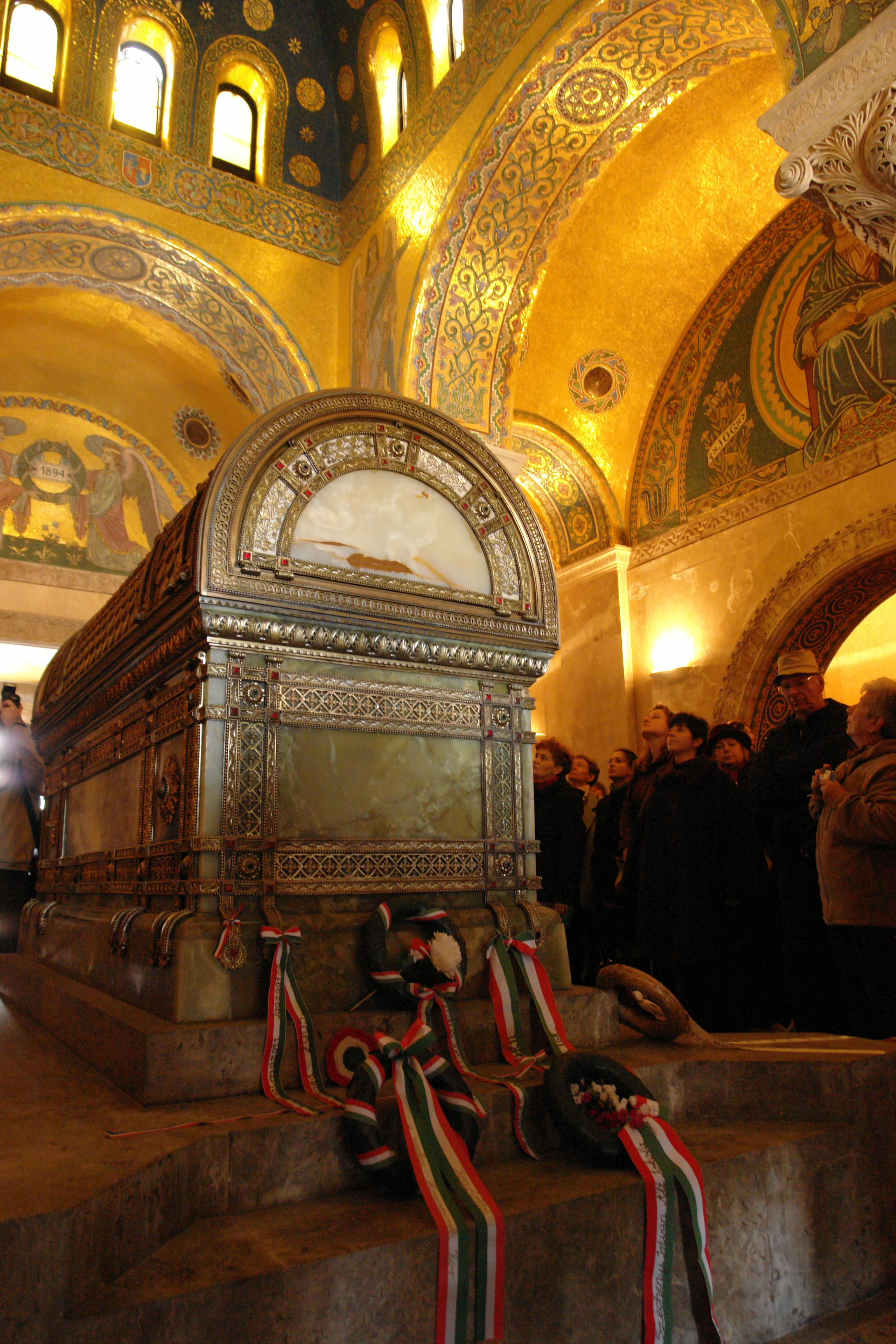
Kossuth mauzóleuma a Fiumei úti sírkertben
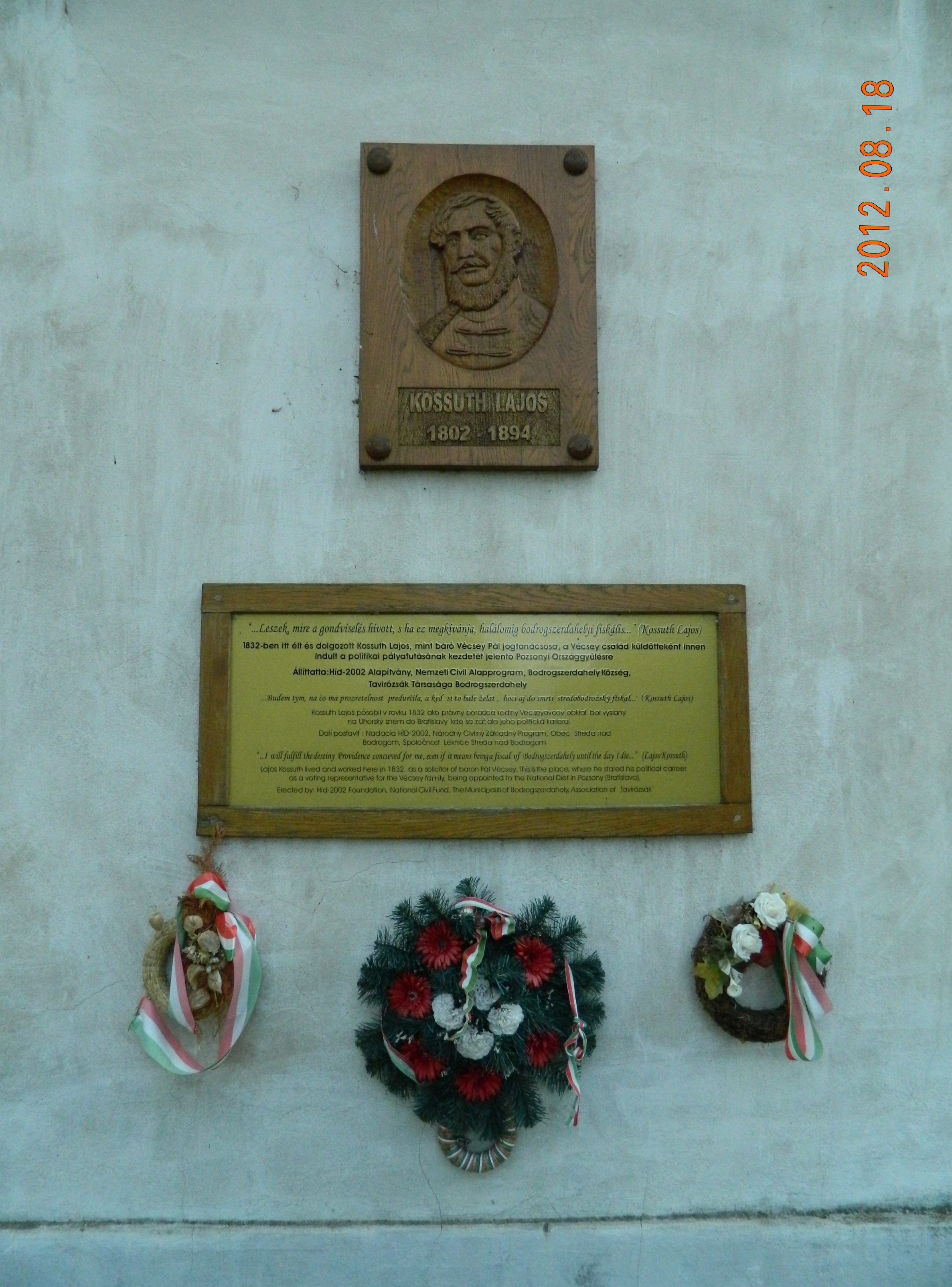
Kossuth Lajos emlékhely Bodrogszerdahelyen
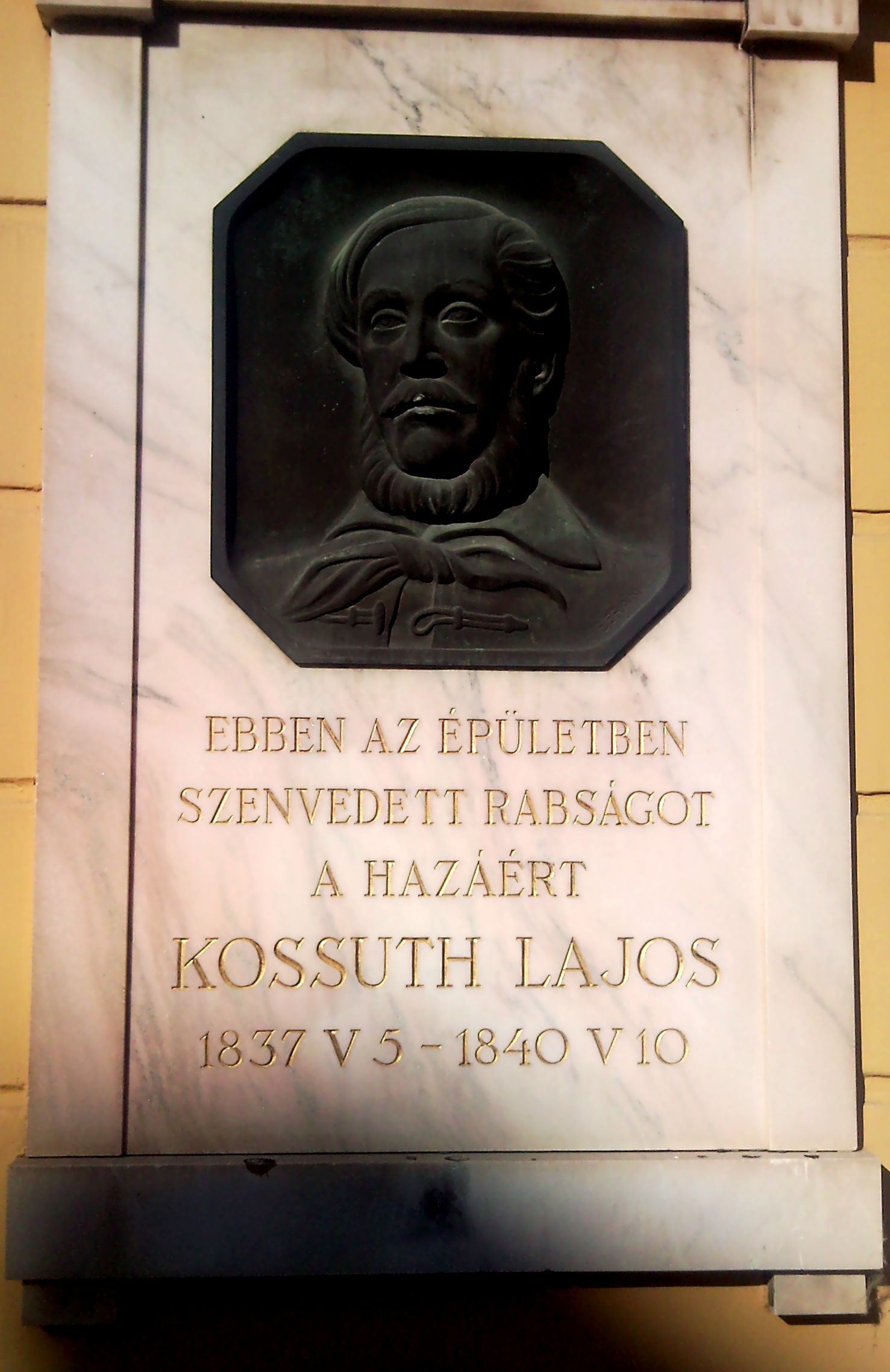
Emléktáblája a Budai Várban, a Táncsics utcában
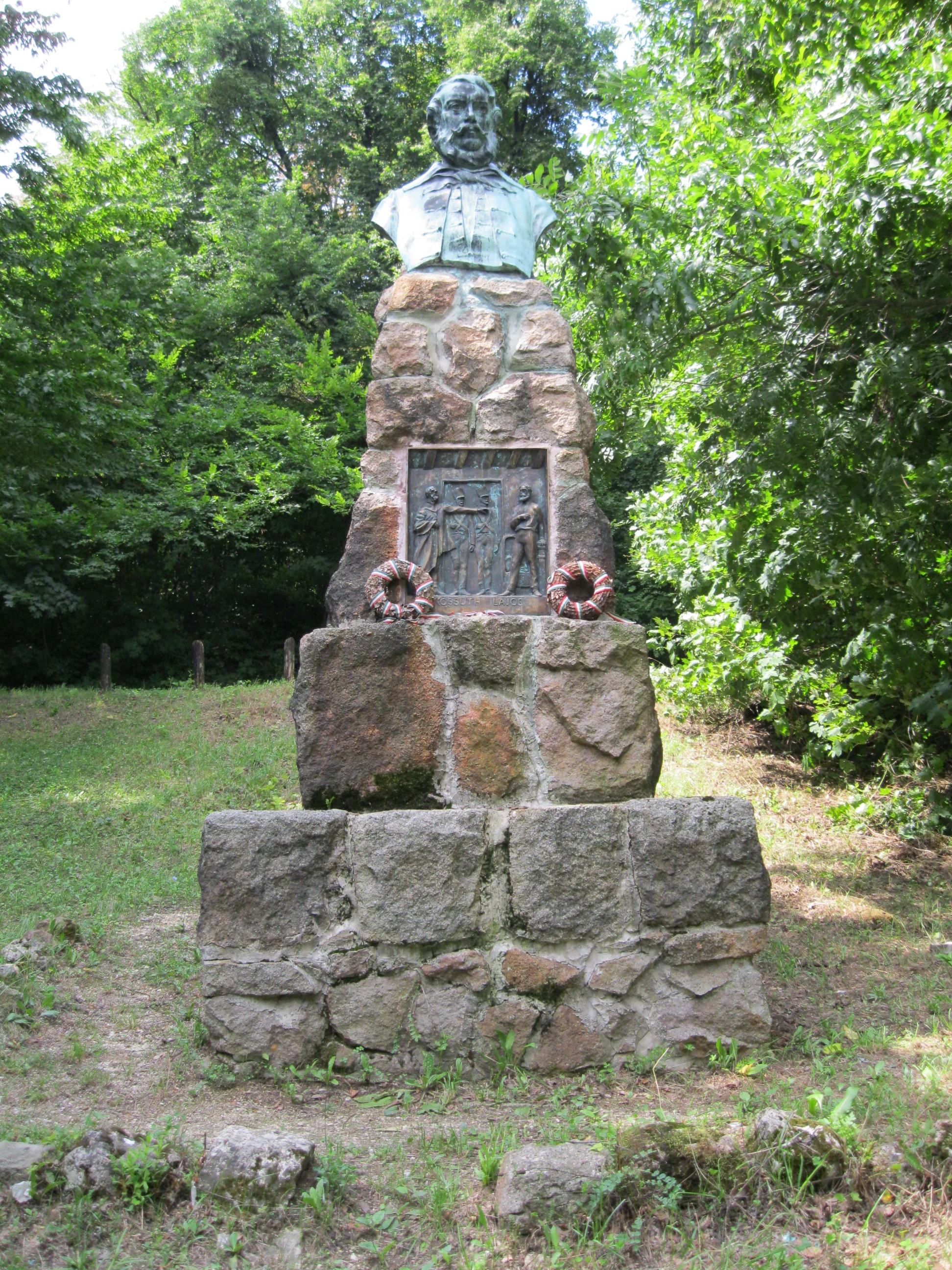
Kossuth Lajos-emlékmű az 1837. évi elfogásának helyszíne közelében
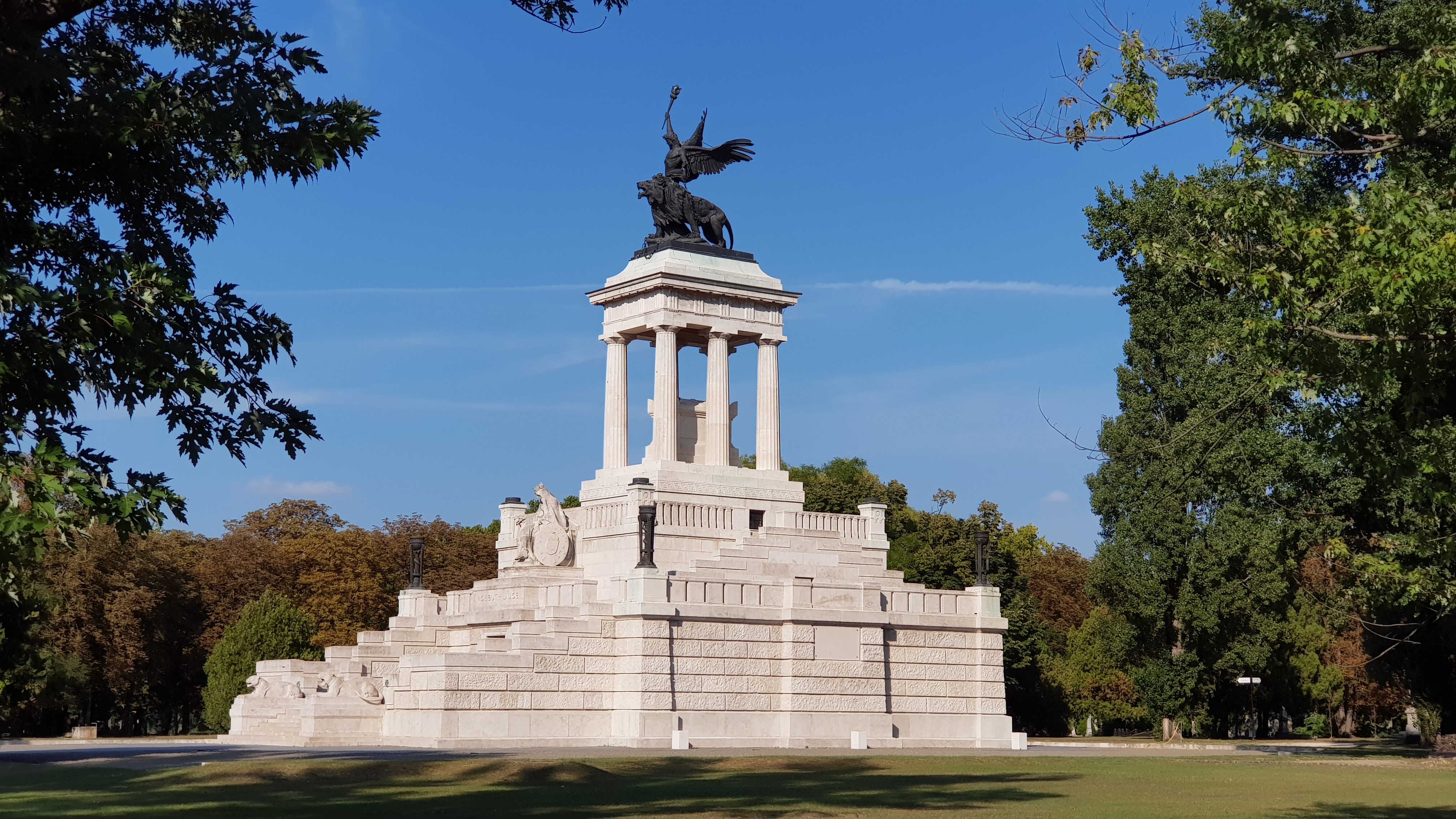
Kossuth mauzóleuma a Fiumei úti sírkertben

## Érdekességek

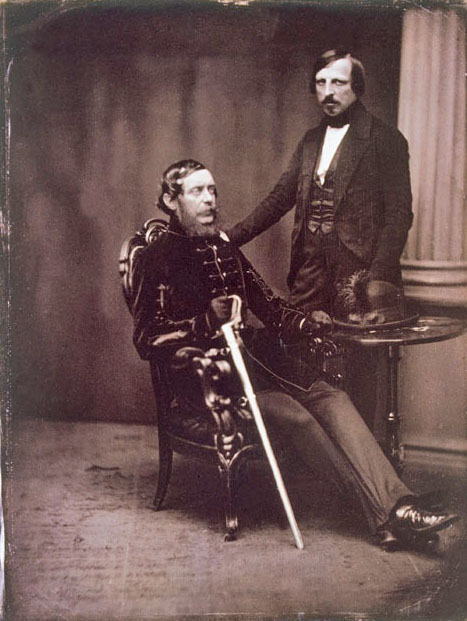
Kossuth és Pulszky Ferenc 1852-ben Bostonban, dagerrotípia, egészlemez, egy sztereopár egyik fele

- Az olaszliszkai közhit szerint Kossuth nem Monokon született, hanem Liszkán, miközben édesapja és várandós édesanyja hazafelé tartott a sátoraljaújhelyi tiszti gyűlésről. Olaszliszkának Kossuth-emlékháza is van.
- Hasonló legenda a Tokaj-hegyaljai Tállyán, hogy Kossuthot nem Monokon, hanem Tállyán keresztelték meg, mivel ott volt a legközelebbi evangélikus templom.
- Miután elveszítette magyar állampolgárságát, tiltakozásul több magyar város is díszpolgárává választotta, pl. Miskolc 1886-ban, Diósjenő pedig tiszteletbeli bírájává.
- 1817. február 19-én Sátoraljaújhelyen megszületett Kossuth Lajos harmadik húga: Zsuzsanna. Bátyja kezdettől fogva „ikerlelkemnek” nevezte őt.
- Egy legenda szerint Kossuth 9 éves korában megbetegedett, és szülei elvitték Teitelbaum Mózeshez, a nagy tiszteletben álló rabbihoz, hogy gyógyítsa ki fiukat a kórból. Ám a rabbi nemcsak meggyógyította a gyermeket, hanem azt is megjósolta, hogy „ebből a fiúcskából nagy ember lesz.”
- Legendás kalapja, a Kossuth-kalap, mely gömbölyű kupakú és felhajló karimájú, ún. pörge kalap, a szabadságharc leverése után egy ideig tüntető jelleggel viselték, majd később már igazi magyaros viseletté vált.[68][69]
- Kossuth Lajos megtalálható a Guinness Rekordok Könyvében is. Ő az egyik legkorábban született ember, akinek rögzítették a hangját. Ez a torinói (Olaszország) beszéde volt, melyet 1890. szeptember 20-án vettek fel. A történelmi hangfelvételt két pesti vállalkozó, Felner Károly és Barna Tivadar készítette. A hangját tartalmazó viaszhengert az Országos Széchényi Könyvtárban őrzik.[70] (A legkorábban született ember hangja az 1800-ban született Helmuth Karl Bernhard von Moltke, akitől 1889-ben készült felvétel).[71]
- „1866. szombat, június 2-án… Mégis furcsaságos apró gyengeségeik vannak néha nagy embereknek: tegnap este az Öreg egy partie sakkban Perczel ellenében, ki nagyon lassan, óvakodva, de biztosan játszik, már matt volt. Visszaállíták a játékot, hogy kipróbálhasson az Öreg más vonást, de hiába, egypár vonásra csak ott voltak, ahol előbb; de az Öreg csak kapaszkodik a partie-ba. Perczel észreveszi, készakarva hibát csinál, és meg hagyja neki nyerni, és az Öreg ezt elfogadja! A biliárdban, tarokkban, egyszóval minden játéknál megvan e kicsiséges ambitió nála..”[72]
- 1871. február 17-én közgyűlést tartott a Nógrád megyei Sámsonháza egyházközsége. Lelkésze, Wladár János – akinek édesapja, Wladár Sámuel börtönt viselt a szabadságharcban való részvétele miatt – azt a javaslatot terjesztette elő, hogy a tisztéről nemrég leköszönt Lovcsányi Timóth helyett Kossuth Lajost válasszák meg felügyelőjüknek. A lelkész 1871. március 16-án küldte el Kossuth Lajosnak, aki akkor Torinóban tartózkodott. A válasz levelet április 6-ai keltezéssel visszaérkezett Wladár Jánoshoz. Válasz levelében elfogadta a lelkész felkérését: "(...) Van szerencsém az irántam mutatott bizalomért őszinte hálámat jelenteni. E választást megtiszteltetésnek tekintem, s teljes készséggel elfogadom, csak azt sajnálva, hogy a számkivetés, melyre Hazánk politikai viszonyai által kárhoztatva vagyok, meg nem engedi, hogy az egyház javának előmozdításához oly hatályosan hozzájárulhassak; mint azt tehetni óhajtanám. (...)" Sámsonháza Kossuthot annak haláláig felügyelőjének vallotta. Az állandó távolság ellenére ő maga is szüntelen figyelemmel kísérte a gyülekezet életét. Amikor 1879-ben báró Radvánszky Antalt egyetemes felügyelővé választották, az erről szóló gyülekezeti jegyzőkönyvet baracconei lakóhelyén ő is aláírta. Visszaküldésekor privát levelet is küldött Wladár lelkésznek.[73]
- Érdekes epizódot tudunk meg a ceglédi Százas Küldöttség 1877-es torinói látogatása alkalmából. Cegléd ugyanis országgyűlési képviselőjévé akarta választani Kossuthot, s ennek érdekében személyesen keresték fel őt otthonában. A „torinói könnyes jelenet” szónoka Cegléd református lelkésze, Dobos János volt. A delegáció tagja volt Beniczky Árpád is, aki egyben a nógrádi egyházmegye felügyelői tisztét is betöltötte. Amikor ő tréfásan megemlítette Kossuthnak, hogy ő tulajdonképpen egyházi felettese a sámsonházi felügyelőnek, akkor Kossuth felkelt és tisztelettel meghajolt a fiatal felügyelő előtt, majd hosszasan érdeklődött az otthoni egyházi és iskolai ügyek felől.[73]
- Kossuth torinói tartózkodása alatt kövületgyűjtéssel is foglalkozott. Torino környéke nagyon gazdag miocén és pliocén korú tengeri fosszíliákban, és Kossuth jelentős gyűjteménnyel rendelkezett. Ezt az anyagot Luigi Bellardi, a korszak neves olasz paleomalakológusa is említi egyik kötetében, és egy miocén csigafajt a magyar politikusról nevezett el.[74] Később a több száz darabos gyűjtemény a Magyar Nemzeti Múzeum Őslénytárába került, majd legnagyobb része az 1956. októberi tűzvészben megsemmisült. 1998-ban a Debreceni Egyetem földtani gyűjteményéből 14 példány került elő az eredeti anyagból Kossuth kézírásos céduláival.[75]

## Származása
| Kossuth Lajos (Monok, 1802. szept. 19.– Torino, 1894. márc. 20.) politikus, államférfi | Apja: udvardi Kossuth László (Kossut, 1765. június 23. Alsódabas, 1839. június 13.) uradalmi ügyész | Apai nagyapja: udvardi Kossuth Pál (Kisraksa, 1738. május 20. – 1791) Turóc megyei táblabíró | Apai nagyapai dédapja: udvardi Kossuth György                                                  |
| Kossuth Lajos (Monok, 1802. szept. 19.– Torino, 1894. márc. 20.) politikus, államférfi | Apja: udvardi Kossuth László (Kossut, 1765. június 23. Alsódabas, 1839. június 13.) uradalmi ügyész | Apai nagyapja: udvardi Kossuth Pál (Kisraksa, 1738. május 20. – 1791) Turóc megyei táblabíró | Apai nagyapai dédanyja: raksai Raksányi Katalin (1701 – Kisraksa, 1759. november 8.)           |
| Kossuth Lajos (Monok, 1802. szept. 19.– Torino, 1894. márc. 20.) politikus, államférfi | Apja: udvardi Kossuth László (Kossut, 1765. június 23. Alsódabas, 1839. június 13.) uradalmi ügyész | Apai nagyanyja: beniczei és micsinyei Beniczky Zsuzsánna (Pribóc, 1737. január 10. – ?)      | Apai nagyanyai dédapja: beniczei és micsinyei Beniczky Péter                                   |
| Kossuth Lajos (Monok, 1802. szept. 19.– Torino, 1894. márc. 20.) politikus, államférfi | Apja: udvardi Kossuth László (Kossut, 1765. június 23. Alsódabas, 1839. június 13.) uradalmi ügyész | Apai nagyanyja: beniczei és micsinyei Beniczky Zsuzsánna (Pribóc, 1737. január 10. – ?)      | Apai nagyanyai dédanyja: tótprónai és blatnicai Prónay Éva                                     |
| Kossuth Lajos (Monok, 1802. szept. 19.– Torino, 1894. márc. 20.) politikus, államférfi | Anyja: tyrlingi Weber Karolina (Liszka, 1770 – Brüsszel, 1852. december 28.)                        | Anyai nagyapja: tyrlingi Weber András postamester                                            | Anyai nagyapai dédapja: n.a.                                                                   |
| Kossuth Lajos (Monok, 1802. szept. 19.– Torino, 1894. márc. 20.) politikus, államférfi | Anyja: tyrlingi Weber Karolina (Liszka, 1770 – Brüsszel, 1852. december 28.)                        | Anyai nagyapja: tyrlingi Weber András postamester                                            | Anyai nagyapai dédanyja: n.a.                                                                  |
| Kossuth Lajos (Monok, 1802. szept. 19.– Torino, 1894. márc. 20.) politikus, államférfi | Anyja: tyrlingi Weber Karolina (Liszka, 1770 – Brüsszel, 1852. december 28.)                        | Anyai nagyanyja: nemes Hidegkövy (Kaltenstein) Erzsébet                                      | Anyai nagyanyai dédapja: nemes Hidegkövy (Kaltenstein) Tóbiás (Sátoraljaújhely – ?) patikárius |
| Kossuth Lajos (Monok, 1802. szept. 19.– Torino, 1894. márc. 20.) politikus, államférfi | Anyja: tyrlingi Weber Karolina (Liszka, 1770 – Brüsszel, 1852. december 28.)                        | Anyai nagyanyja: nemes Hidegkövy (Kaltenstein) Erzsébet                                      | Anyai nagyanyai dédanyja: Musczler Anna Mária                                                  |

## Művei

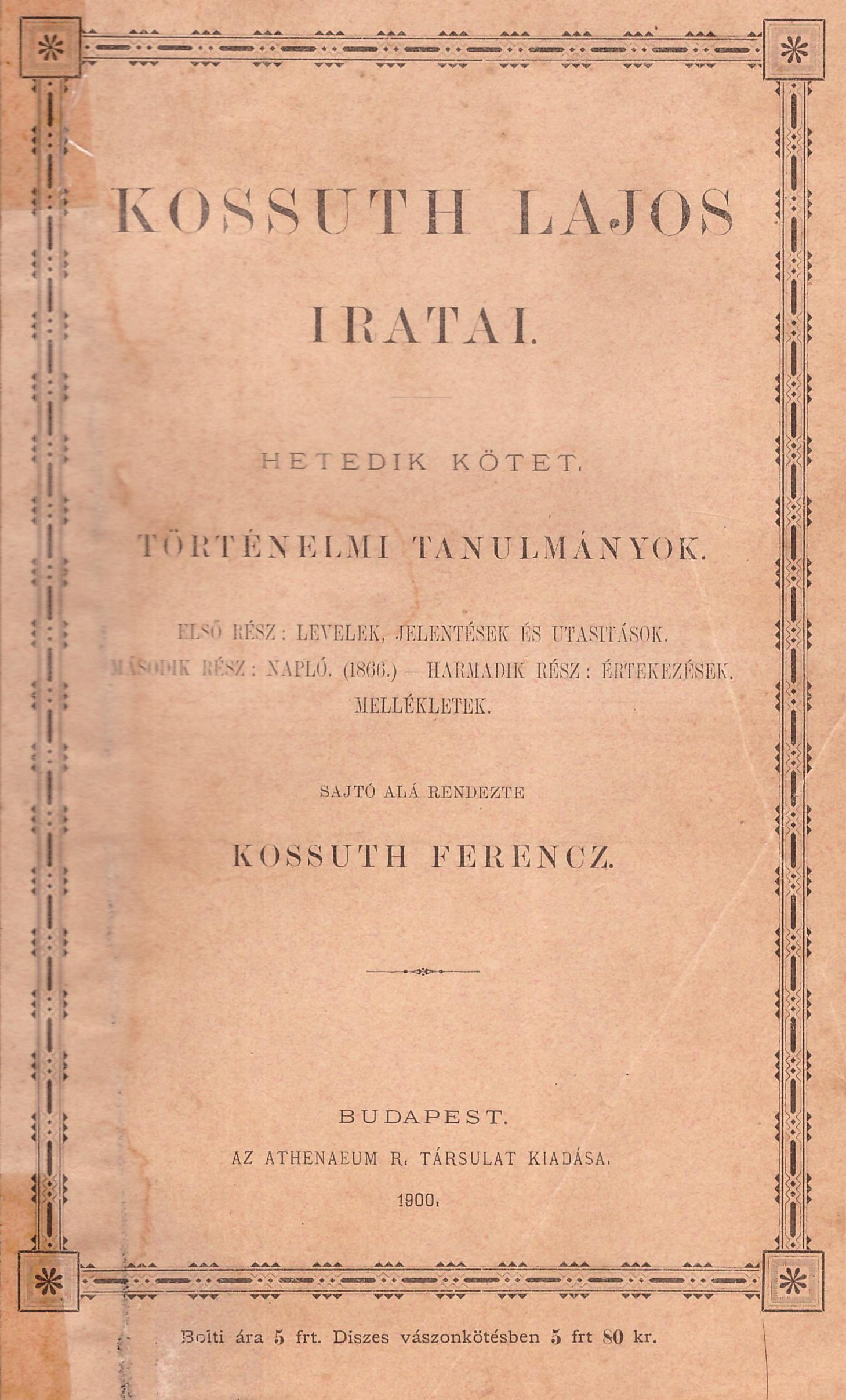
Kossuth Lajos iratai, VII. kötet

### 1894-ig
- Felelet gróf Széchenyi Istvánnak Kossuth Lajostól, Pest, 1841
- Jelentés az első magyar iparműkiállításról 1842; Landerer-Heckenast Ny., Pest, 1843
- Kossuth a forradalom végnapjairól. Viddin, september 12-iki szózata az angol és franczia politicai agensekhez; jegyz. Szilágyi Sándor; Heckenast, Pest, 1850 (Magyar forradalmi adattár)
- Kossuth levelezése a magyar szabadságharc karvezéreivel, 1848–1849-ben; sajtó alá rend. Mészáros Károly; Jäger Ny., Ungvár, 1862
- Kossuth Lajos Országgyűlési beszédei; Heckenast, Pest, 1867
- Kossuth Lajos és fiainak az 1867-dik évben megjelent összes leveleik; sajtó alá rend. Szodoray Sándor, Mészáros Károly; Leitner-Kunosy-Réthy Ny., Pest, 1868
- Kossuth Lajos két levele. Felelet sokaknak; Noséda Ny., Pest, 1869
- Kossuth Lajos levelei Bem altábornagyhoz 1849. márcz.-jún.-ig; sajtó alá rend. Makray Aladár; Heckenast, Pest, 1870
- Aranykönyv Kossuth Lajos műveiből; szerk., életrajz Áldor Imre; Heckenast, Pest, 1871
- Kossuth Lajos levele Deák Ferenczről; Vodianer Ny., Budapest, 1876
- A török rokonszenv s az oroszellenes érzület Magyarországban, Kossuth Lajos erre vonatkozó nagyfontosságú leveleivel; kiad. Korn Fülöp; Czéh, Magyaróvár, 1879
- Törvényhatósági Tudósítások. Kossuth Lajos levelezése 1836. évi július 1-től 1837. évi május 7-ig.; Légrády, Budapest, 1879
- Kossuth levelei Bem altábornagyhoz 1849. évi márcz. -jún.-ig, 1870
- Irataim az emigráczióból, Budapest, 1880
- Mit üzen Kossuth a magyar népnek? Kossuth Lajos sajátkezű irataiból közli egy igaz 48-as polgár; Rudnyánszky Ny., Budapest, 1881
- Tanulmányok báró Nyáry Jenő Az aggteleki barlang mint őskori temető czímű munkája felett; Franklin Ny., Budapest, 1883
- A magyar emigratio mozgalmai, 1859–1862. Kossuth emlékiratai nyomán; Franklin, Budapest, 1883 (Olcsó könyvtár)
- Kossuth Lajos iratai, összevont népies kiadásban, 20 füzetben; szerk. Helfy Ignác; Athenaeum, Budapest, 1885
- Szemelvények Kossuth Lajos beszédeiből; Lampel, Budapest, 1889 (Tanulók olvasótára)
- Kossuth Lajos válogatott munkái; összeáll., bev. Kossuth Ferenc; Lampel, Budapest, 1903 (Remekírók képes könyvtára)
- Kossuth Lajos munkáiból; sajtó alá rend., bev. Kossuth Ferenc; Franklin, Budapest, 1902 (Magyar remekírók)

### 1895–1919
- Új háborúk, új csalódások; sajtó alá rend. Kossuth Ferenc; Athenaeum, Budapest, 1912 k.
- Agg Kossuth levelei egy fiatal leányhoz [Zeyk Sarolta]; sajtó alá rend., jegyz. Jaulusz Ilona, bev. Hatvany Lajos, kiad. Orbán M. Eliz; Pallas Ny., Budapest, 1919
- Az Októberi Diplomától a lengyel forradalomig; sajtó alá rend. Helfy Ignác; Athenaeum, Budapest, 192?
- Kossuth Lajos tanítása. Breviárium; összeáll., előszó Niklai Péter; Világirodalom, Budapest, 1922
- Gróf Széchenyi István írói és hírlapírói vitája Kossuth Lajossal 1841–1848, 1-2.; szerk., bev. Viszota Gyula; MTT, Budapest, 1927–1930 (Gróf Széchenyi István összes munkái, 6.; Fontes historiae Hungaricae aevi recentioris; Magyarország újabbkori történetének forrásai)
- "A máglya melyen a kétfejű sas elég"; Athenaeum, Budapest, 193?
- A kiegyezés előtt az utolsó harcok; Athenaeum, Budapest, 193?
- Kossuth Lajos műveiből; bev. Schöpflin Aladár; Franklin, Budapest, 1934 (Élő könyvek. Magyar klasszikusok)
- Magyarországért. Részletek Kossuth Lajos "Irataim az emigráczióból" c. munkájából; Stádium Ny., Budapest, 1943 (Nemzeti könyvtár)
- A magyar igazságért; Jövő Ny., Budapest, 1944 (Érdekes könyvek)

### 1920–1944
- Országgyűlési tudósítások, Budapest, 1948
- Az élő Kossuth. Kossuth Lajos válogatott művei; szerk., bev. Katona Jenő; Budapest Irodalmi Intézet, Budapest, 1948 (Politikai remekművek)
- Kossuth summárium. Az ember, a gondolkodó, a politikus; szerk. Bátor István; Rózsavölgyi, Budapest, 1948
- Kossuth Lajos, üzenete. Idézetek beszédeiből, cikkeiből, leveleiből; összeáll. Koroda Miklós; Történelmi Emlékbizottság, Budapest, 1948
- Kossuth breviárium; összeáll., bev. Koroda Miklós; Parnasszus, Budapest, 1948
- Fel mindnyájan a hon védelmére! Válogatott cikkek, beszédek és egyéb iratok, 1848–1849; összeáll., sajtó alá rend. Barta István, Spira György, bev. Spira György; Művelt Nép, Budapest, 1951
- Kossuth beszéde az Országgyűlésen 1848. március 3-án / Kossuth kétszázezer honvéd és negyvenkétmillió forint megszavazását kéri az országgyűléstől 1848. július 11-én / Javaslat Magyarország jövő politikai szervezetét illetőleg, tekintettel a nemzetiségi kérdés megoldására; Kossuth, Budapest, 1977
- Kossuth breviárium; vál., összeáll. Gődény Ferencné; Hajdú-Bihar Megyei Könyvtár, Debrecen, 1979
- Deák Ferenc–Kossuth Lajos: Párbeszéd a kiegyezésről; előszó, jegyz. Szigethy Gábor; Magvető, Budapest, 1981 (Gondolkodó magyarok)
- A Somogyi-könyvtár Kossuth-levelei; szerk. Péter László; Somogyi-könyvtár, Szeged, 1986
- Írások és beszédek 1848–1849-ből; vál., sajtó alá rend., jegyz. Katona Tamás; Európa, Budapest, 1987 (Pro memoria)
- Kossuth Lajos–Görgey Artúr: Görgey contra Kossuth; sajtó alá rend., bev., jegyz. Pusztaszeri László; Helikon, Budapest, 1989
- Az agg Kossuth és Napsugár; Kossuth Lajos szöveggond., jegyz. Ugrin Aranka / Zeyk Sarolta szöveggond., jegyz. Furkó Zoltán; Szépirodalmi, Budapest, 1989
- Deregnyei: A magyar politikai pártok értelmezése; előszó, jegyz. Szigethy Gábor; Magvető, Budapest, 1989 (Gondolkodó magyarok)
- Javaslat Magyar Ország jövő politicai szervezetét illetőleg – tekintettel a nemzetiségi kérdés megoldására; bev. Gerő András; Budapest Főváros Levéltára, Budapest, 1994
- Kossuth Lajos üzenetei; összeáll. Szabad György; Ikva, Budapest, 1994
- Kossuth kalendárium, 1848–1998; összeáll. Dobai János, szerk. Dancs Imre et al.; Kossuth Szövetség–Kossuth Alapítvány, Budapest, 1997
- Kossuth az Alföldön, 1848; szerk. Bárdos József; Dóra, Nagykőrös, 1998
- A Kossuth-emigráció olaszországi kapcsolatai, 1849–1866; összeáll., tan. Nyulásziné Straub Éva; MOL, Budapest, 1998 (Magyar Országos Levéltár kiadványai. II., Forráskiadványok)
- Kossuth kalendárium, 1849–1999; összeáll. Dobai János, szerk. Gavlik István et al.; Kossuth Szövetség–Kossuth Alapítvány, Budapest, 1999
- Kossuth Lajos; vál., sajtó alá rend., bev., jegyz. Pajkossy Gábor; Új Mandátum, Budapest, 1999 (Magyar szabadelvűek)
- Kossuth Lajos és Görgei Artúr levelezése, 1848–1849; összeáll., szerk., előszó Hermann Róbert; Osiris, Budapest, 2001 (Millenniumi magyar történelem. Források)
- "A nemzet csak jogost akarjon...". Levél Bobory Károly országgyűlési képviselőhöz Ceglédre; utószó, jegyz. Reznák Erzsébet; Gerjepart, Cegléd, 2002
- Kossuth gazdasági írásai; szerk. Bekker Zsuzsa, közrem. Frenkel Gergely, Szarka Judit; Aula, Budapest, 2002 (Magyar közgazdasági klasszikusok)
- "Nemzeti újjászületés". Válogatás Kossuth Lajos írásaiból és beszédeiből; szerk. Pajkossy Gábor; Új Mandátum, Budapest, 2002
- Hadviselet- és csatatan elemei; sajtó alá rend., előszó, tan. Ács Tibor; Zrínyi, Budapest, 2002
- Szerkesztői jegyzetek a Pesti hírlaphoz. 1. 1841; szerk. Fazekas Csaba; Bíbor, Miskolc, 2003
- Nyerőlappal. Kossuth zarándokúton Amerikában. Antológia; szerk. Enyedi Béla; magánkiadás, Székesfehérvár, 2003
- A forradalom végnapjairól; Magyar Szépmíves Céh, Pécs, 2011
- Legyen tehát harc. Kossuth Lajos füveskönyve; vál., szerk. Praznovszky Mihály; Lazi, Szeged, 2018

### Kossuth Lajos iratai(1880–1911)
Irataim az emigráczióból; 4. kötettől Kossuth Lajos iratai, 1-13.; Athenaeum, Budapest, 1880–1911
- 1. Az 1859-ki olasz háború korszaka; 1880
- 2. A villafrancai béke után; 1881
- 3. A remény és a csapások kora. 1860–1862; 1882
- 4. Történeti tanulmány. Politikai előzmények a magyar emigráczió olaszországi viszonyához; sajtó alá rend. Helfy Ignác; 1894
- 5. Történelmi tanulmányok / 1860–1863. Magyar ügyek / 1863. Lengyel forradalom; sajtó alá rend. Helfy Ignác; 1895
- 6. Történelmi tanulmányok / 1863–1866 végéig. Áttekintés / Levelek; sajtó alá rend. Kossuth Ferenc; 1898
- 7. Történelmi tanulmányok / Levelek, jelentések és utasítások / Értekezések. Mellékletek / Napló. 1866; sajtó alá rend. Kossuth Ferenc; 1900
- 8. sajtó alá rend. Kossuth Ferenc; 1900
- 9. Kossuth Lajos halhatatlan üzenetei; sajtó alá rend. Kossuth Ferenc; 1902
- 10. sajtó alá rend. Kossuth Ferenc; 1904
- 11. Kossuth Lajos beszédei. 1. köt., 1832–1849; sajtó alá rend. Kossuth Ferenc; 1904
- 12. Kossuth Lajos hírlapi czikkei. 1. köt., 1841–1842; sajtó alá rend. Kossuth Ferenc; 1906
- 13. Kossuth Lajos hírlapi czikkei. 2. köt., 1843–1848; sajtó alá rend. Kossuth Ferenc; 1911

### Kossuth Lajos összes munkái(1948–1989)
Kossuth Lajos összes munkái; Magyar Történelmi Társulat, 1951-től Akadémiai, Budapest, 1948–1989
- 1. Országgyűlési tudósítások. 1. köt. 1832. dec. 17–1833. aug. 4.; sajtó alá rend. Keleteurópai Tudományos Intézet Munkaközössége; MTT, Budapest, 1948 (Magyarország újabbkori történetének forrásai)
- 2. Országgyűlési tudósítások. 2. köt. 1833. aug. 5–1834. márc. 24.; sajtó alá rend. Keleteurópai Tudományos Intézet munkaközössége; MTT, Budapest, 1949 (Magyarország újabbkori történetének forrásai)
- 3. Országgyűlési tudósítások. 3. köt. 1834. márc. 25–nov. 29.; sajtó alá rend. Történettudományi Intézet munkaközössége; MTT, Budapest, 1949 (Magyarország újabbkori történetének forrásai)
- 4. Országgyűlési tudósítások. 4. köt. 1834. dec. 1–1835. aug. 26.; sajtó alá rend. Barta István; Akadémiai, Budapest, 1959 (Magyarország újabbkori történetének forrásai; Kossuth Lajos összes munkái, 4.)
- 5. Országgyűlési tudósítások. 5. köt. 1835. aug. 27–1836. máj. 2.; sajtó alá rend. Barta István; Akadémiai, Budapest, 1961 (Magyarország újabbkori történetének forrásai)
- 6. Ifjúkori iratok. Törvényhatósági tudósítások; sajtó alá rend. Barta István; Akadémiai, Budapest, 1966 (Magyarország újabbkori történetének forrásai; Fontes historiae Hungaricae aevi recentioris; Kossuth Lajos összes munkái, 6.)
- 7. Kossuth Lajos iratai, 1837. május–1840. december. Hűtlenségi per, fogság, útkeresés; sajtó alá rend. Pajkossy Gábor; Akadémiai, Budapest, 1989 (Magyarország újabbkori történetének forrásai; Kossuth Lajos összes munkái, 7.)
- 11. Kossuth Lajos 1848/49-ben. 1., Kossuth Lajos az utolsó rendi országgyűlésen 1847/49; sajtó alá rend., bev. Barta István; Akadémiai, Budapest, 1951 (Magyarország újabbkori történetének forrásai; Kossuth Lajos összes munkái, 11.)
- 12. Kossuth Lajos 1848/49-ben. 2., Kossuth Lajos az első magyar felelős minisztériumban. 1848 április-szeptember; sajtó alá rend. Sinkovics István; Akadémiai, Budapest, 1957 (Magyarország újabbkori történetének forrásai; Kossuth Lajos összes munkái, 12.)
- 13. Kossuth Lajos 1848/49-ben. 3., Kossuth Lajos az Országos Honvédelmi Bizottmány élén. 1. r. 1848. szeptember-december; sajtó alá rend. Barta István; Akadémiai, Budapest, 1952 (Magyarország újabbkori történetének forrásai; Kossuth Lajos összes munkái, 13.)
- 14. Kossuth Lajos 1848/49-ben. 4., Kossuth Lajos az Országos Honvédelmi Bizottmány élén. 2. r. 1849. jan. 1-ápr. 14.; sajtó alá rend., bev. Barta István; Akadémiai, Budapest, 1953 (Magyarország újabbkori történetének forrásai; Kossuth Lajos összes munkái, 14.)
- 15. Kossuth Lajos 1848/49-ben. 5., Kossuth Lajos kormányzóelnöki iratai. 1849. április 15-augusztus 15.; sajtó alá rend., bev. Barta István; Akadémiai, Budapest, 1955 (Magyarország újabbkori történetének forrásai; Kossuth Lajos összes munkái, 15.)

### Világháló
- Kossuth Lajos művei a Magyar Elektronikus Könyvtárban
- Kossuth Lajos írásai a REAL-EOD-ban
- Róla szóló irodalom a Magyar Elektronikus Könyvtárban
- Kossuth Lajos amerikai útjáról magyar nyelven Archiválva 2020. augusztus 21-i dátummal a Wayback Machine-ben
- Peykovska, Penka. A Kossuth-emigráció mindennapi élete az 1860-as-70-es években: egy Bulgáriában letelepedett magyar önkéntes irathagyatékából
- Kossuth Lajos üzenetei
- Kossuth-portál Archiválva 2020. június 29-i dátummal a Wayback Machine-ben
- Egyed Ákos: Kossuth és Erdély, Kisebbségkutatás, 2002/4. szám
- Gerő András: A Kossuth-kultusz
- Miskolczy Ambrus: Kossuth-ábrázolás technikái In: Korall 21/22. 124-160.
- Reznák Erzsébet: Kossuth Lajos életútja (1802-94), História.hu, 2002. 09/10. sz.
- Kossuth-problémák

### Multimédia
- Kossuth Lajos hangja egy viaszhengerről
- Bővebben a beszédről